# Quartiere degli affari
Il quartiere degli affari o centro direzionale è la zona in cui si concentrano le attività commerciali e finanziarie di una grande città. Di solito è in posizione centrale, può essere coincidente o meno con il centro storico, ed è caratterizzato da grattacieli o altre forme di edilizia intensiva, ridotta presenza di residenti e pendolarismo.
Per i paesi di lingua inglese si usa anche il termine City (lett. "città") o la sigla CBD, da Central Business District.

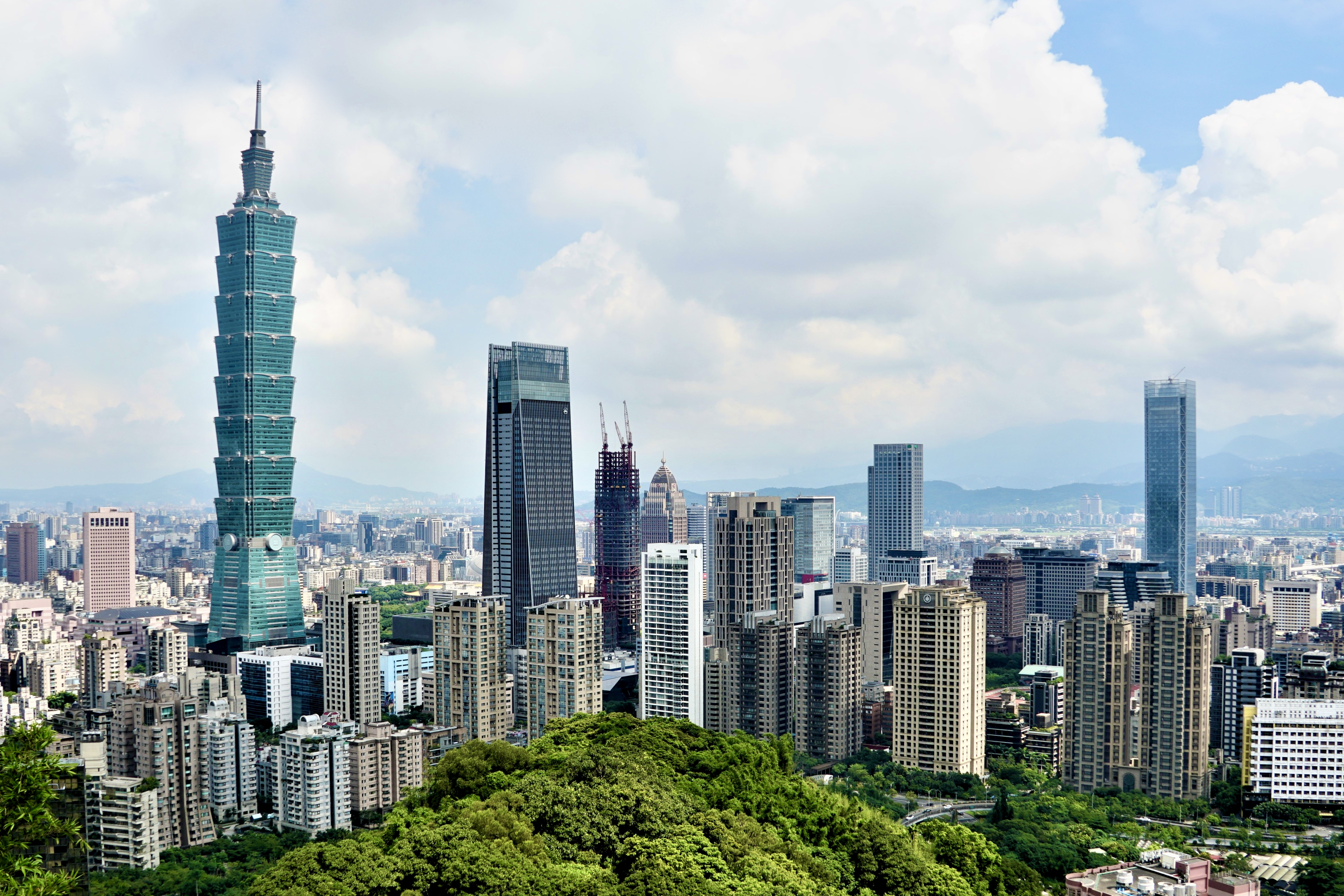
Il Distretto affaristico centrale di Taipei, Taiwan.

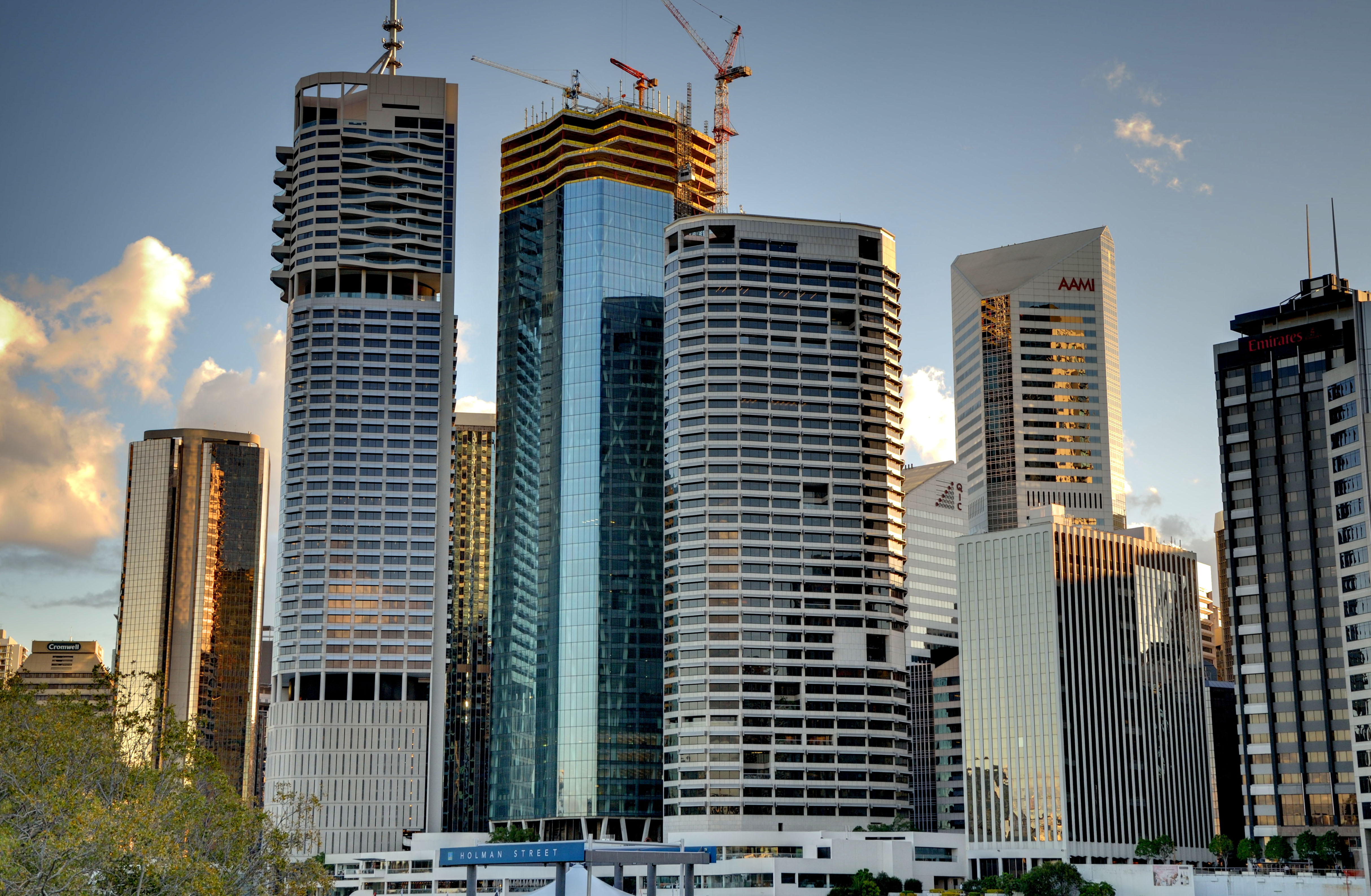
Il Distretto affaristico centrale di Brisbane visto dal sobborgo di Kangaroo Point

## Australia

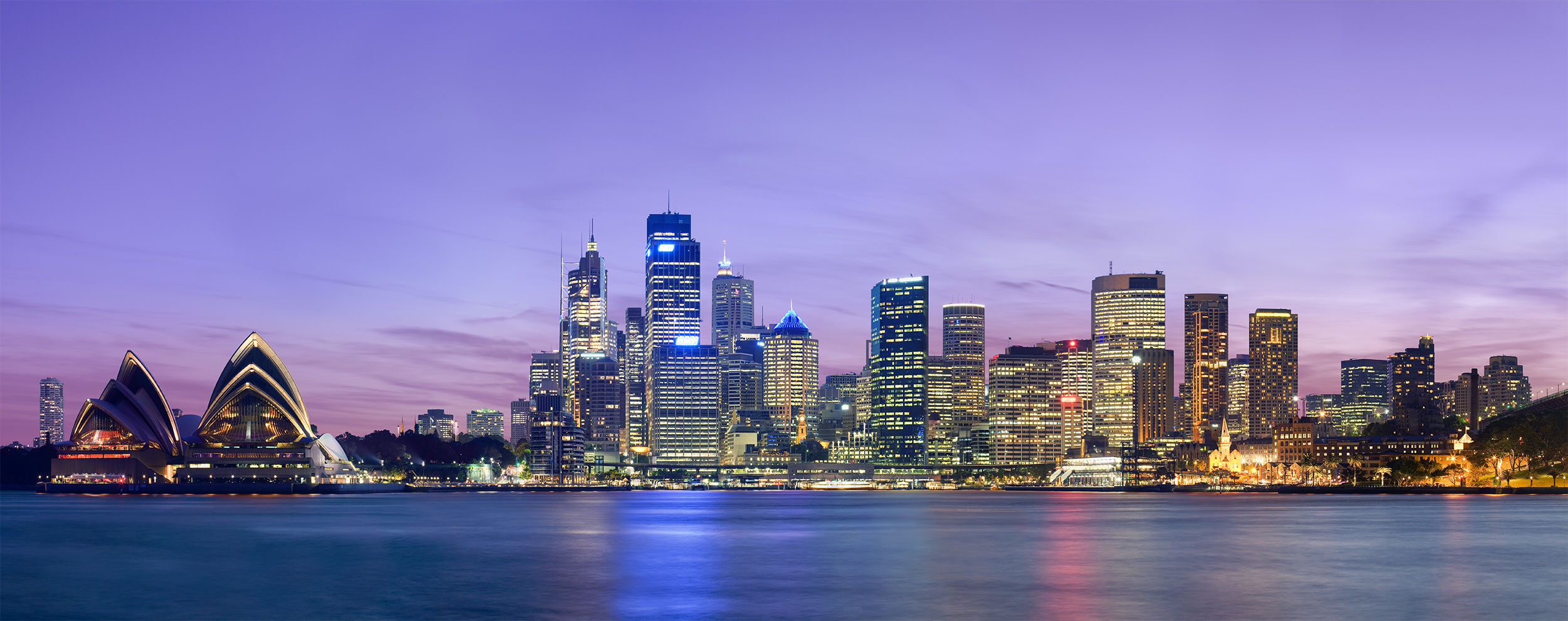
Distretto affaristico centrale di Sydney.

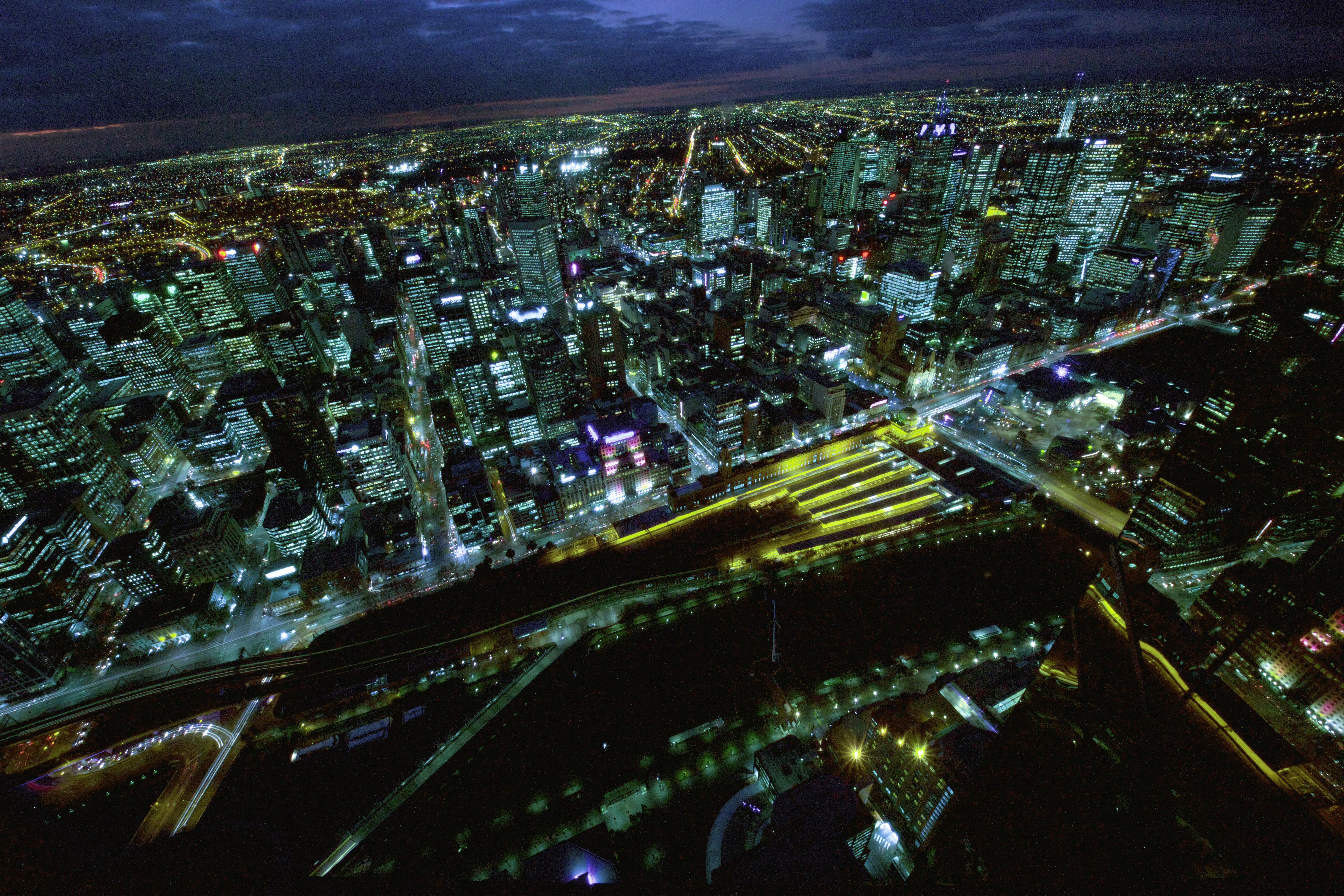
Melbourne City Centre

Il termine è usato per riferirsi alla zona commerciale e finanziaria di Distretto affaristico centrale di Sydney, Melbourne City Centre, Distretto affaristico centrale di Brisbane, Perth e Adelaide city centre. I centri storici di alcune città regionali, come Townsville, Bendigo e Newcastle possono anche essere indicati come centri direzionali.
Storicamente, come nella maggior parte delle città australiane, il quartiere affaristico coincide con il centro storico e culturale della città, CBD era il termine preferito per il centro della città, in una certa misura usato in modo intercambiabile con il termine City o city centre quando ci si riferisce a tali zone centrali. Più di recente, in molte città del "Centro città", che possono o non possono essere distinto dal centro direzionale, è sempre più identificato separatamente.
L'Australia è uno dei paesi più urbanizzati del mondo e queste città hanno almeno un grattacielo all'interno dei distretti finanziari.
Il Distretto affaristico di Sydney è uno dei CBD più noti e importanti in Australia, all'interno del distretto include la Sydney Opera House e il Sydney Harbour Bridge. Il distretto centrale è il sito della più grande concentrazione di aziende in Australia.
Melbourne City Centre è il secondo più grande in Australia. Ospita la sede di diverse grandi aziende australiane.
Il distretto affaristico di Brisbane è il più grande nell'Australia settentrionale, nel nord-orientale australiano e nel Queensland. Ospita la sede di alcune delle più grandi aziende in Australia del Nord.
Il centro di direzionale di Perth è il importante dell'Australia Occidentale e uno dei più grandi lungo l'Oceano Indiano, nonostante la città sia considerata la più isolata al mondo.
Il centro direzionale di Adelaide è il più grande nel Australia Meridionale e Australia centrale.

## Argentina

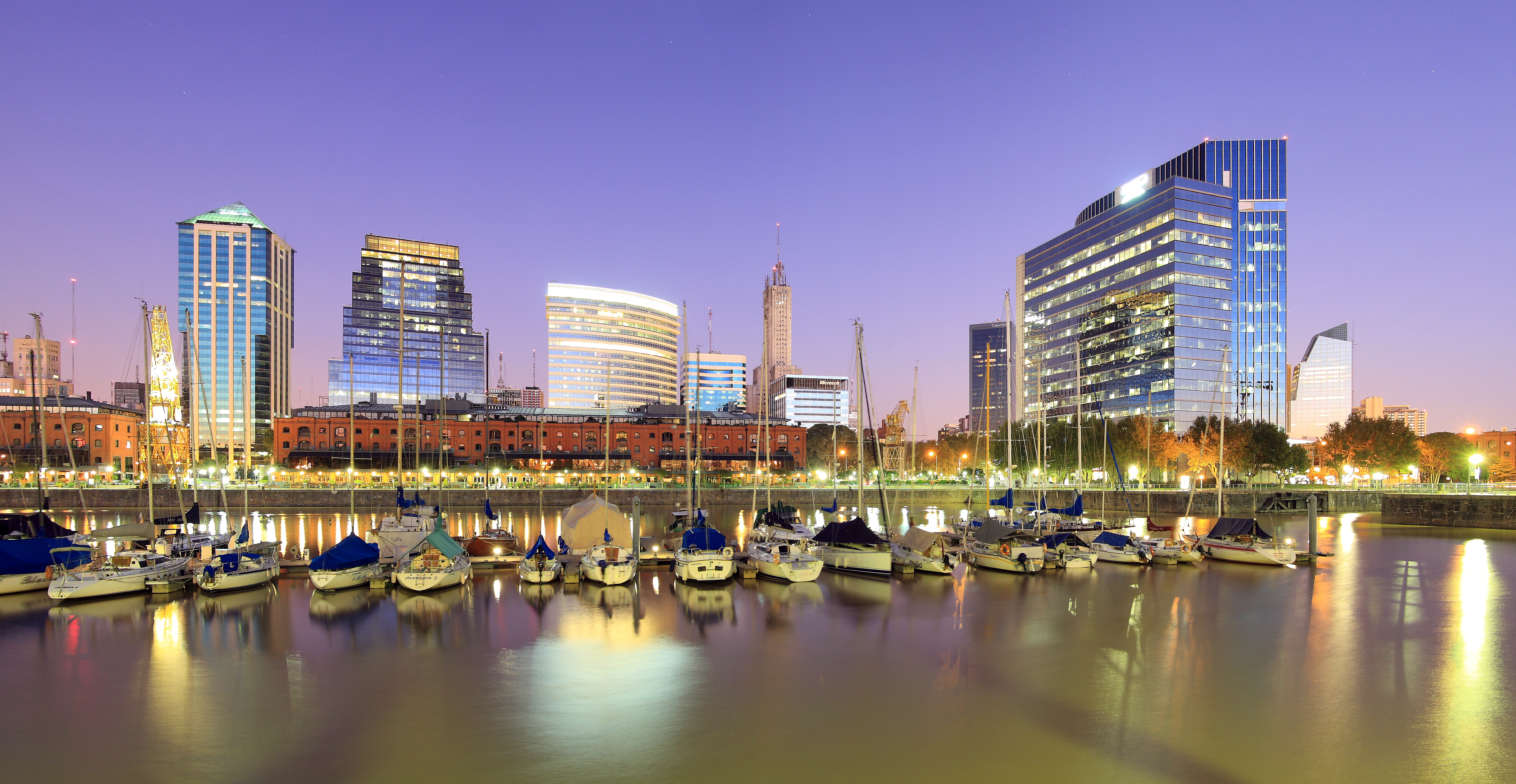
Puerto Madero, Buenos Aires CBD

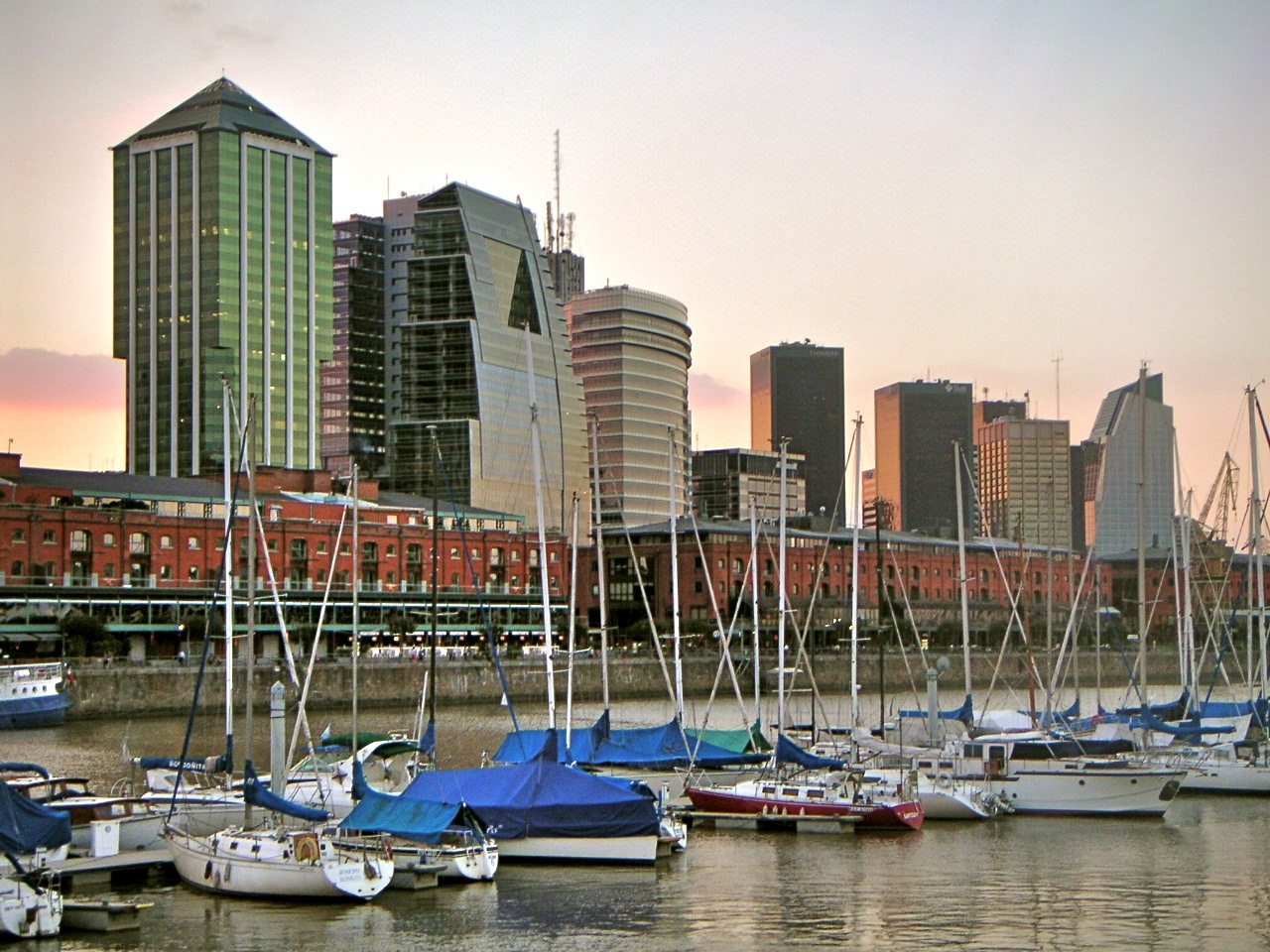
Catalinas North, un importante complesso aziendale.

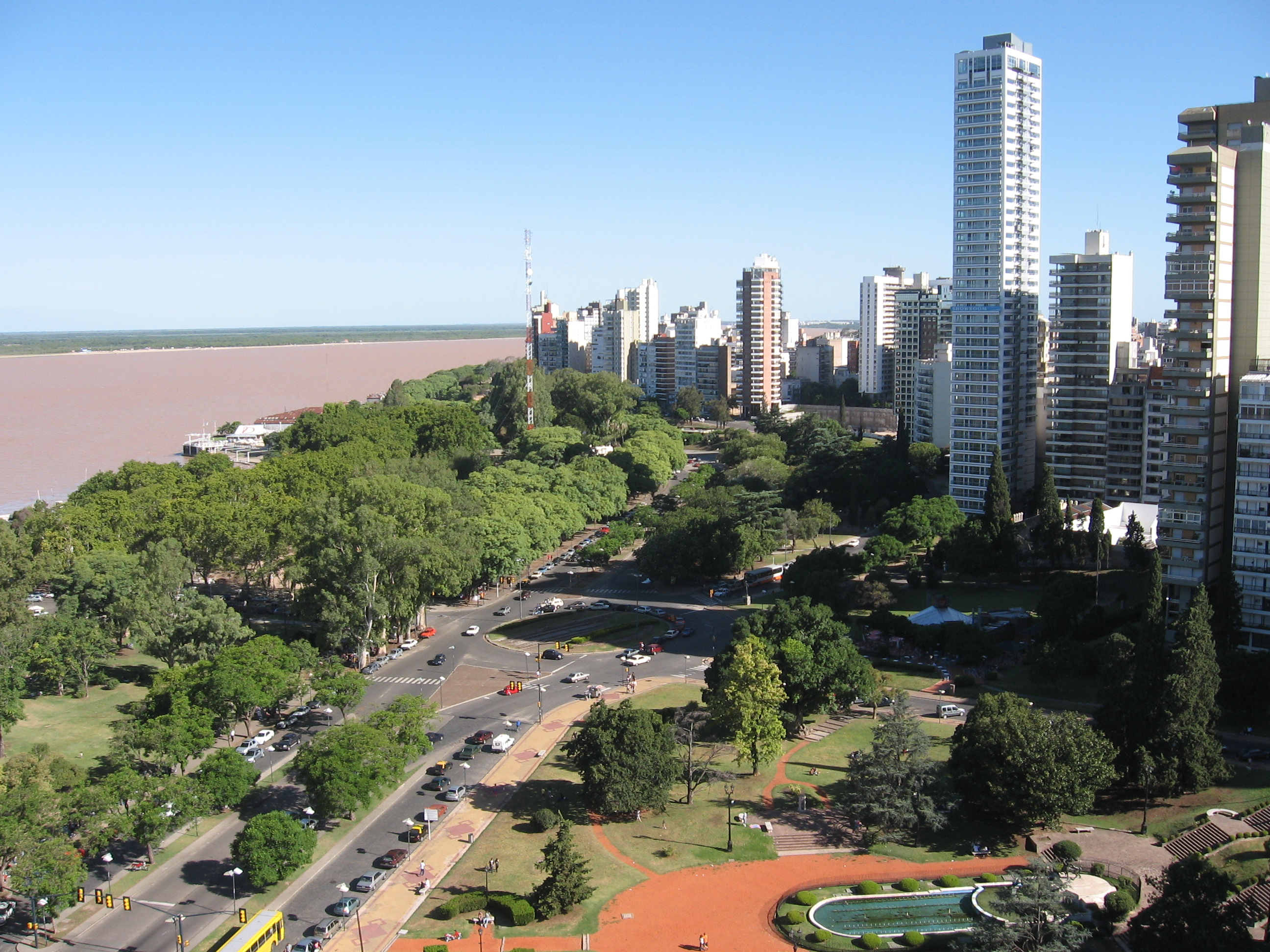
Rosario, Santa Fe Province, Argentina.

Il Buenos Aires Central Business District (CBD e anche denominato The City Porteña), è il principale centro commerciale di Buenos Aires, la capitale dell'Argentina. L'area attuale è stato il primo insediamento europeo. Il suo asse nord-sud va da Monserrat nel sud a Retiro nel nord. Il suo asse est-ovest va dalla Riserva Ecologica di Buenos Aires a Puerto Madero.
Il quartiere è il centro finanziario, commerciale, culturale e dell'Argentina. Il suo porto è uno dei più attivi in Sud America; fiumi navigabili attraverso il Río de la Plata collegano il porto al nord-est dell'Argentina, Brasile, Uruguay e Paraguay. Come risultato, funge da centro di distribuzione per una vasta area della regione sud del continente sudamericano. Riscossione delle imposte relative alla porta ha causato molti problemi politici in passato. Misurato in termini di PIL, l'economia di Buenos Aires è stato il 12 ° più grande economia tra le città di tutto il mondo nel 2016 a US $ 409,7 miliardi in potere d'acquisto, che, sulla base della popolazione di quello stesso anno, si traduce in US $ 31.590 pro capite. L'Indice di sviluppo umano Buenos Aires (0,925 nel 2016) è anche elevato rispetto agli standard internazionali.
Il settore dei servizi della città è diversificata e ben sviluppato secondo gli standard internazionali e rappresenta il 78% della sua economia (rispetto al 58% per il resto dell'Argentina); pubblicità, in particolare, svolge un ruolo di primo piano nella esportazione di servizi in patria e all'estero.
L'attività manifatturiera è, tuttavia, ancora di primo piano nella economia della città (17%) e, concentrata soprattutto nel lato sud, beneficia tanto dell'alto potere di acquisto locale e una grande offerta locale di manodopera qualificata, come fa dalla sua relazione con l'agricoltura di massa e industria appena fuori dalla città si limita.

## Bosnia-Erzegovina

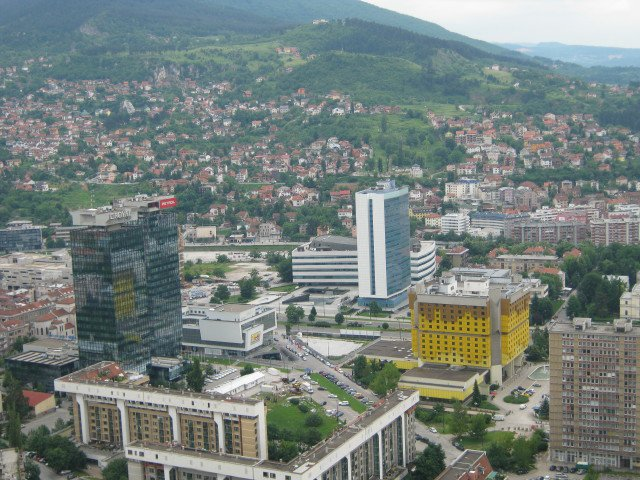
Sarajevo

Il Central Business District di Sarajevo è il più grande centro finanziario in Bosnia-Erzegovina. Si trova nei comuni Centar e Novo Sarajevo e genera oltre il 15% del PIL della Bosnia-Erzegovina.
Il CBD comprende:
- imprese commerciali (ad esempio Sarajevo Stock Exchange, BH Telecom, Sparkasse BiH, Raiffeisen Bank BiH, Avaz Rotor Press, Uniqa Insurance, Energoinvest, Energopetrol, B&H Airlines, Petrol BH, Oki and Sarajevo stan)
- Ambasciate (Stati Uniti d'America, Turchia, Malesia, ecc)
- istituti di istruzione (Università di Sarajevo, con più di 50.000 studenti; scuole superiori)
- Centri commerciali (Sarajevo City Center, Alta Shopping Center, Important Center, etc.)
- Il principale snodo dei trasporti della Bosnia-Erzegovina, uno dei più grandi in tutti i Balcani, Sarajevo Transportation Center, con:
  - Stazione Centrale
  - stazione principale degli autobus
  - Capolinea di linee tranviarie 1 e 4
  - centro postale principale

Il Central Business District (CBD) fa di Sarajevo una delle città più importanti della regione dei Balcani e l'Europa.

## Brasile

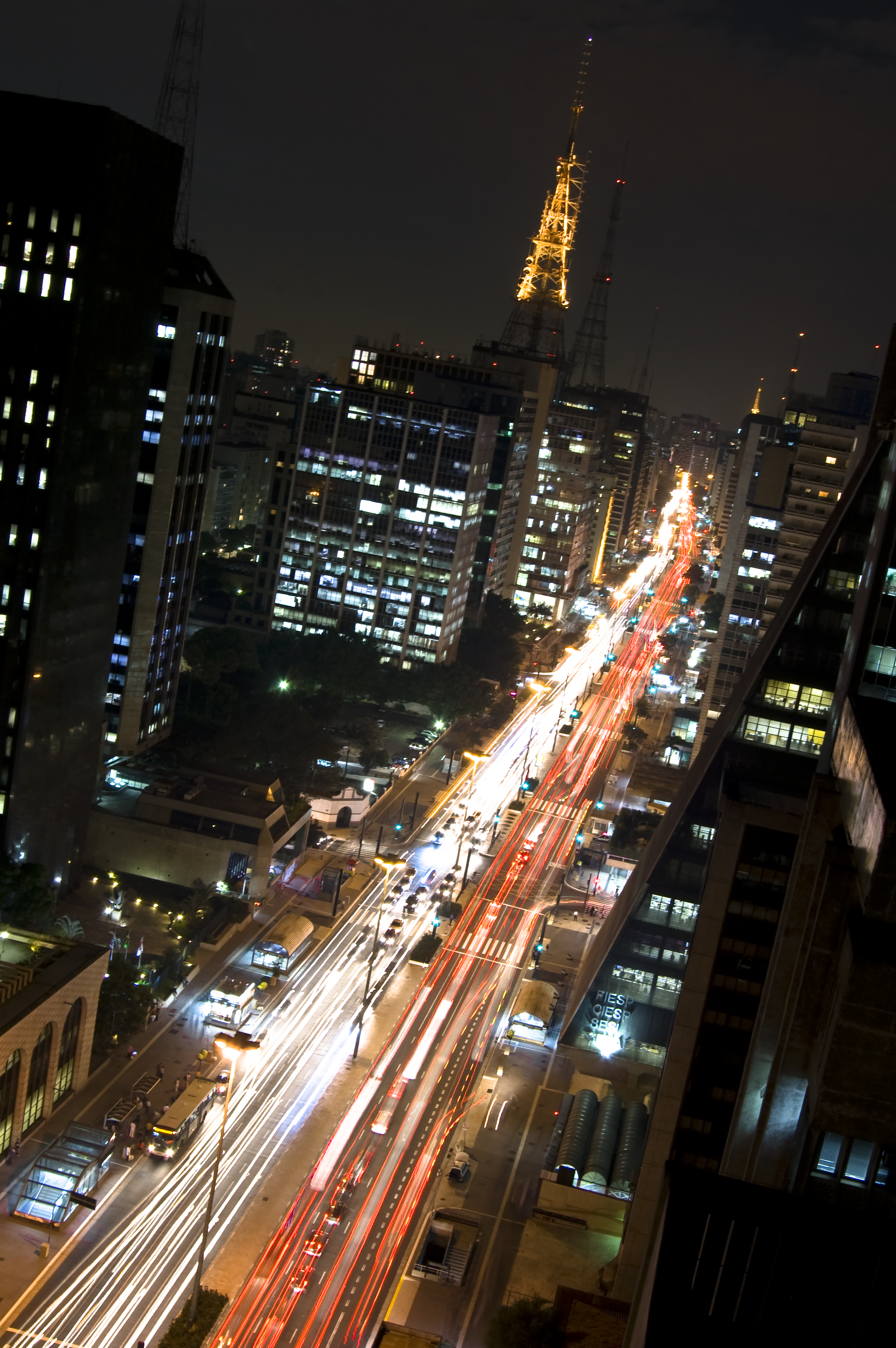
Paulista Avenue, in San Paolo

Il quartiere centrale degli affari di San Paolo è la Avenida Paulista. Tuttavia, ci sono altri quartieri commerciali al di fuori del centro cittadino, come i distretti di Santo Amaro e Itaim Bibi, più precisamente le regioni di Juscelino Kubitschek, Luís Carlos Berrini e viali Faria Lima, nella parte sud-centrale, caratterizzati dalla presenza di alberghi di lusso e società multinazionali. Il più grande centro finanziario in Brasile e uno dei più grandi centri commerciali del mondo.
I quartieri centrali di Rio de Janeiro è il centro commerciale e finanziario della città e la seconda più grande del Sud America. Alcune delle più grandi aziende in Brasile hanno ancora la loro sede qui, tra cui Petrobras, Eletrobras e Vale (ex Companhia Vale do Rio Doce), tre delle più grandi aziende brasiliane.

## Canada

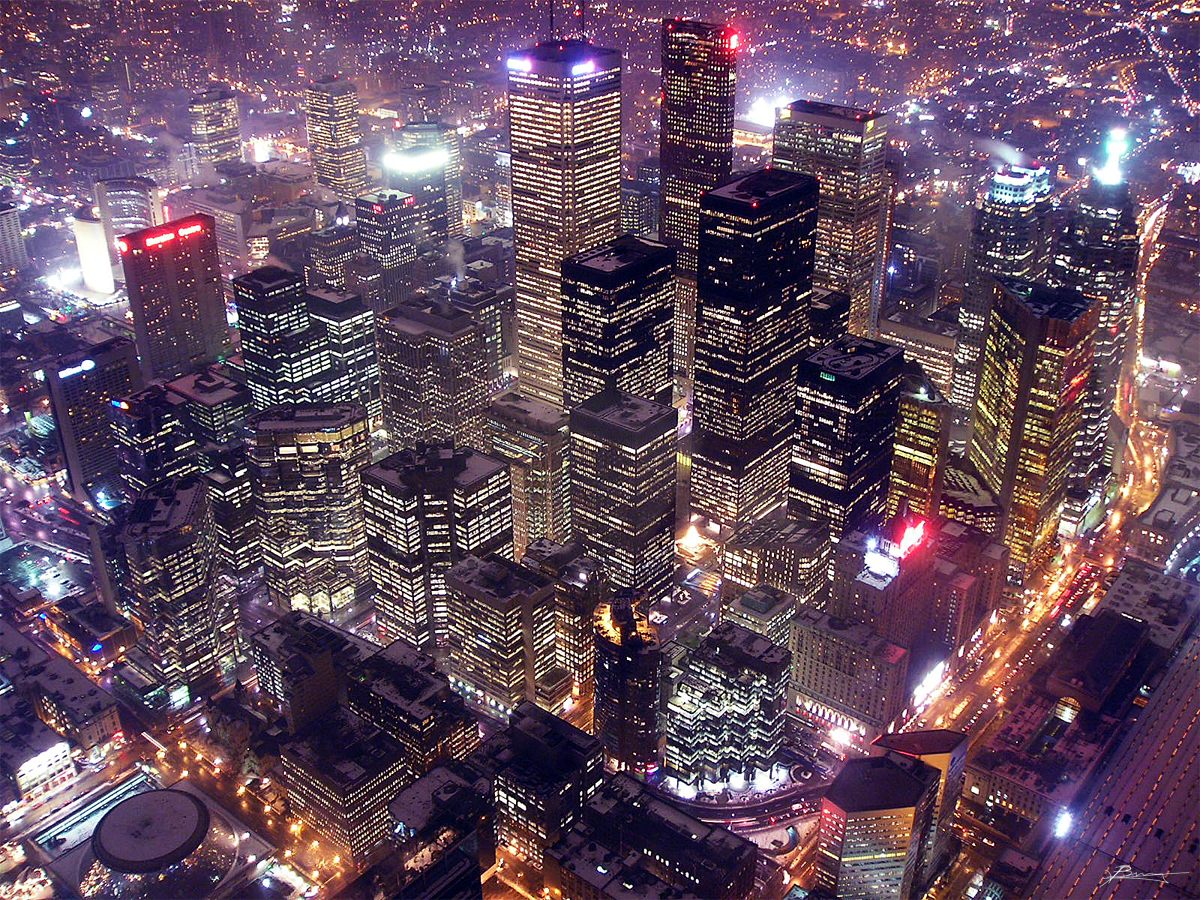
Veduta del distretto finanziario di Toronto

In Canada, "quartiere centrale degli affari" non è utilizzato come termine ufficiale per qualsiasi città o dall'agenzia nazionale di statistica, StatsCan. Invece i termini city centre o downtown sono utilizzati, più o meno come sinonimi.
La più grande città del paese, Toronto, considera ufficialmente ben quattro quartieri degli affari.
Nel Canada francofono, il termine usato è il centro-ville, tuttavia non vi è variazione da città a città: il centro storico di Montréal, (Vieux-Montréal), non è più il distretto finanziario, che è ora "Le centre-ville" o Downtown.
A Ottawa, il termine central business district è spesso usato per descrivere i 31 isolati della città che contengono il centro direzionale, mentre il termine downtown comprende sia il centro direzionale e il centro storico della città, conosciuta come la ByWard Market.

## Cile
Santiago ha un quartiere finanziario che si concentra su una parte specifica della città soprannominata Sanhattan.
Questa zona si trova al confine dei comuni di Providencia, Vitacura e Las Condes, est della capitale del Cile, ospitano edifici per uffici moderni in cui l'attività commerciale si svolge in maniera permanente. Il settore finanziario di Santiago del Cile si stabilì in questa area soprattutto nel corso del 1990, relegando il centro della città di questa funzione.
Nell'area di Sanhattan, è presente il più alto grattacielo dell'America Latina (Gran Torre Santiago).

## Cina

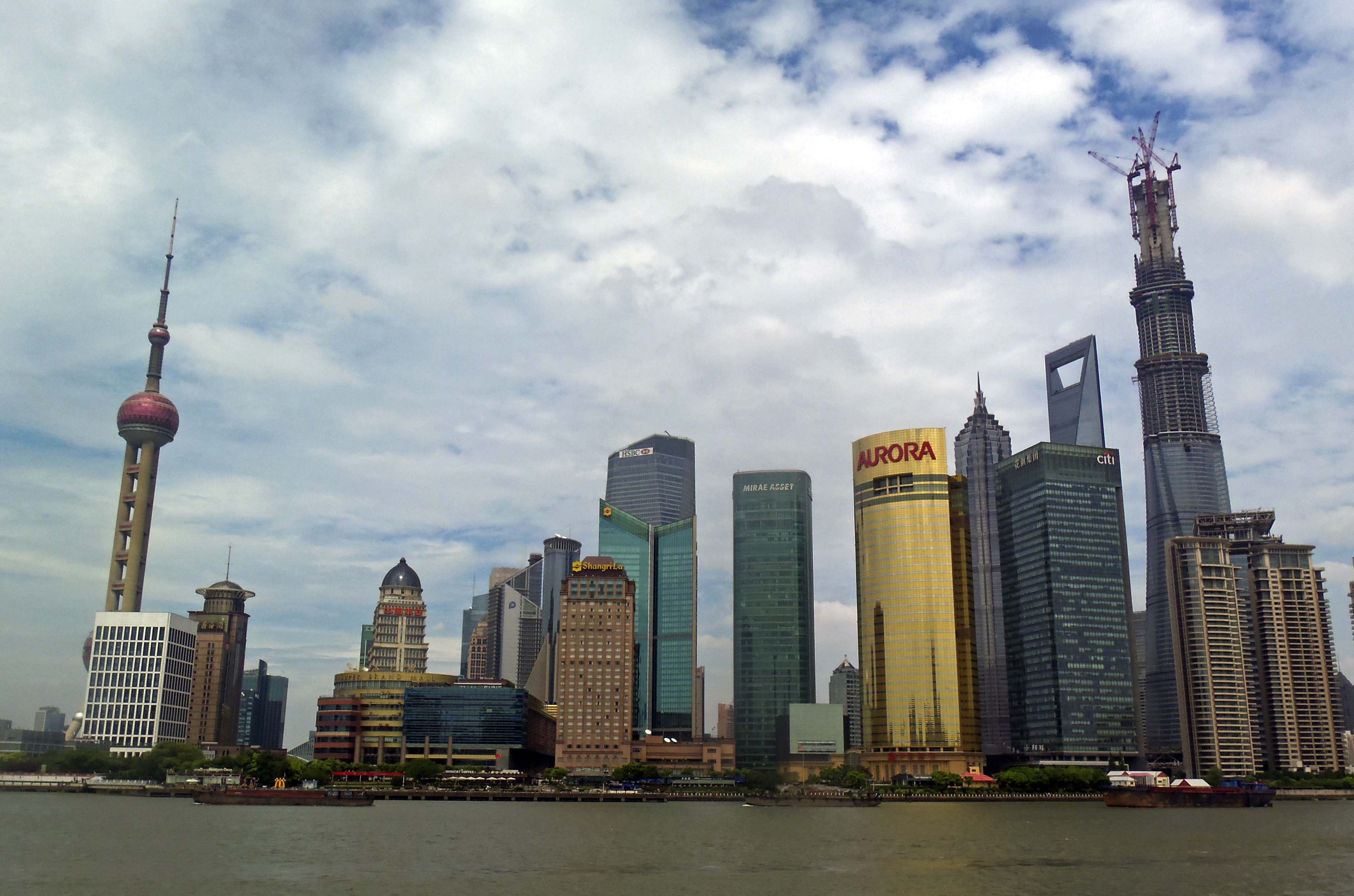
Lujiazui (Lokatse) Skyline, un importante centro finanziario e commerciale internazionale Shanghai, Cina

In Cina, il termine tradizionale per i distretti centrali di una città era "city centre" o "urban core" (cinese: 市中心; pinyin: Shì zhōngxīn). Dal 1990, molte città cinesi hanno sviluppato una distinta CBD o distretto finanziario (cinese: 金融中心; pinyin: Jīnróng zhōngxīn), che occupa una parte del centro della città, o è stato realizzato una nuova urbanizzazione e creando un nuovo sviluppo. La sigla inglese "CBD" è anche usato così com'è in alcune città, come nel Beijing central business district.
In alcune città, ad esempio Pechino e Shanghai, il quartiere degli affari più recenti o sono costruite intorno o opposto ai centri storici in gran parte per preservare il suo ambiente visivo ed estetico. Il miglior esempio di questo è come la maggior parte dei grattacieli di Pechino si trovano nel quartiere centrale degli affari di Pechino, situato nel quartiere di Chaoyang (cinese semplificato: 朝阳 区; cinese tradizionale: 朝陽 區; pinyin: Chaoyang Qū), che si trova a est e al di fuori dei vecchi quartieri della città recintato di Dong Cheng (东城 区) e Xi Cheng (西 城区).
Mentre Shanghai non dispone di un CBD che è chiaramente definito come a Pechino, la maggior parte di tutti i grattacieli e gli edifici si trovano a Lujiazui o Lokatse nel distretto di Pudong di mantenere l'impostazione visiva del centro tradizionale della città, attraverso il fiume Huangpu da Pudong, che rimane il centro culturale e di intrattenimento di Shanghai, nonostante gli sforzi per promuovere Pudong.
Lujiazui contiene i grattacieli che compongono il noto orizzonte Lujiazui, e ospita la Borsa di Shanghai. Tuttavia, il Bund, che è dall'altra parte del fiume rispetto Lujiazui e la tradizionale CBD di Shanghai all'interno del centro tradizionale della città, rimane una parte importante del quartiere degli affari della città.
Una ricca collezione di edifici storici e stile Art Deco dal suo periodo di massimo splendore si trova sul Bund tra cui Asia Building, Union Building, Shanghai Club, China Merchants Bank Building e il Palazzo HSBC. Altre aree del centro città tradizionale possono anche essere considerati come CBD di Shanghai.

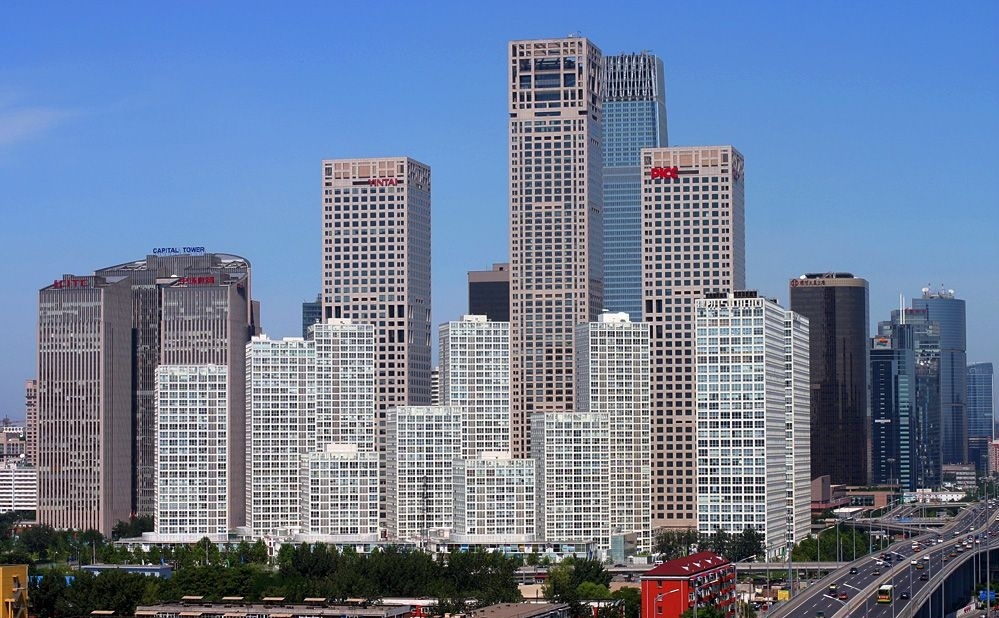
Beijing CBD

### Hong Kong

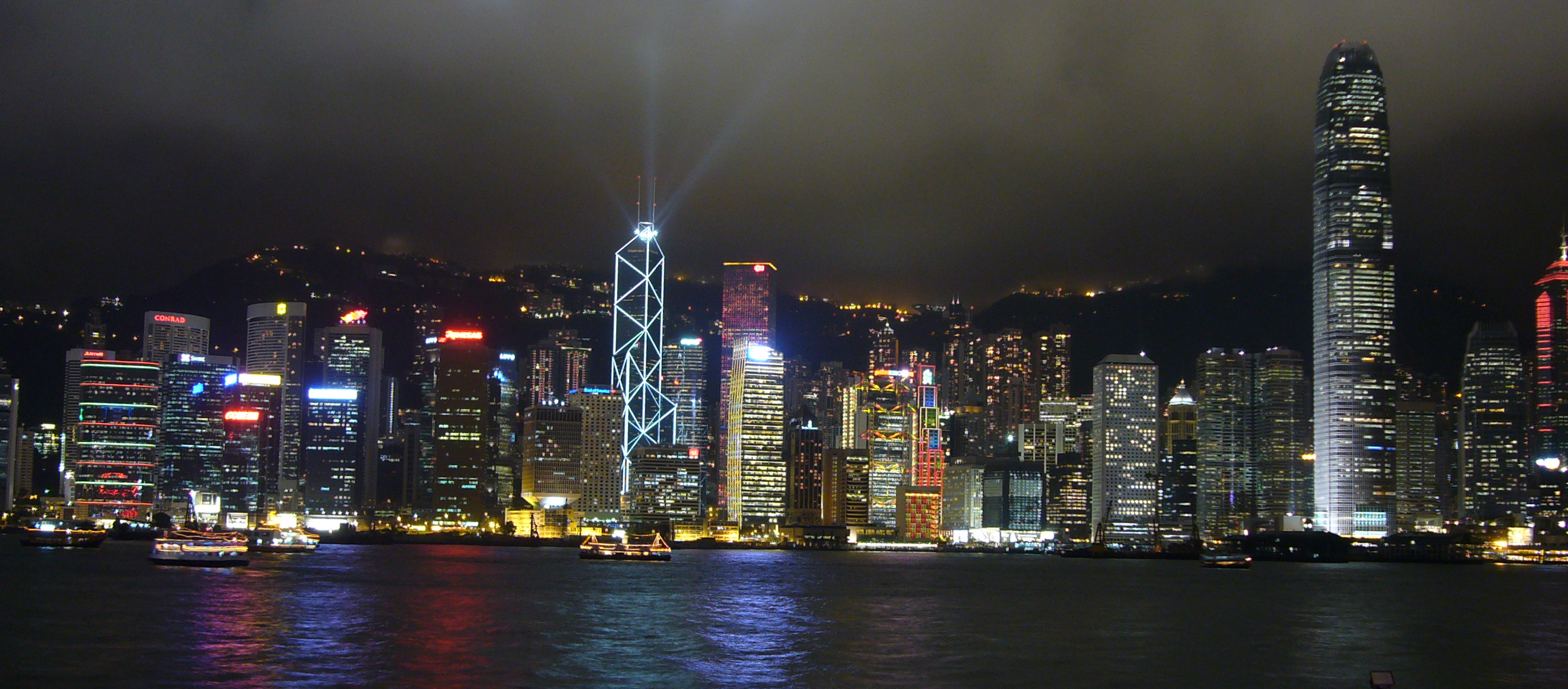
Central, Admiralty e Wanchai distretti che formano la base per le principali multinazionali dei servizi finanziari aziende e consolati internazionali a Hong Kong.

A Hong Kong, il quartiere centrale degli affari è il più grande nell'emisfero orientale e si trova nel distretto centrale di Yau Tsim Mong.
Questi due quartieri comprendono i quartieri più noti, quali: Central, Admiralty, Wanchai e Causeway Bay (isola di Hong Kong) e Yau Ma Tei, Tsim Sha Tsui e Mong Kok (Kowloon).
Queste aree possono essere chiaramente identificati dalla densità di grattacieli e ospita una delle zone più dense popolate di tutto il mondo in termini di popolazione.

## Colombia

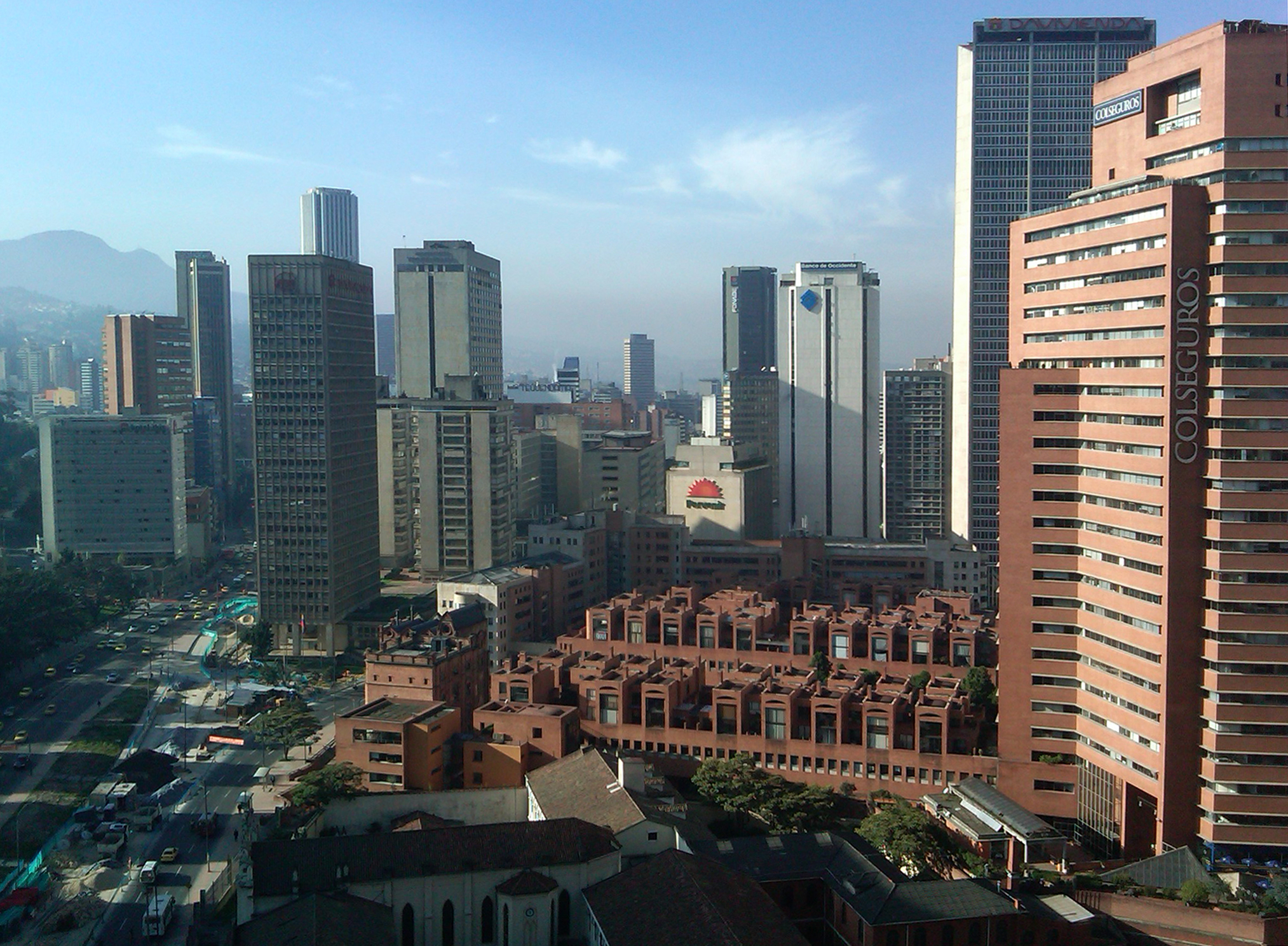
Centro Internazionale di Bogotà, Colombia

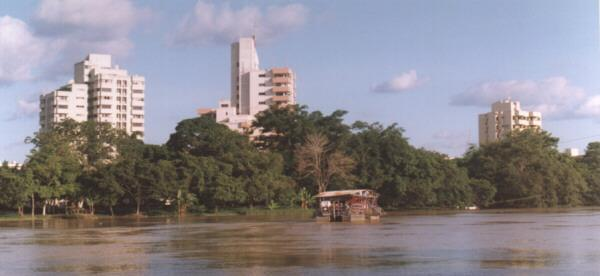
Montería's Downtown

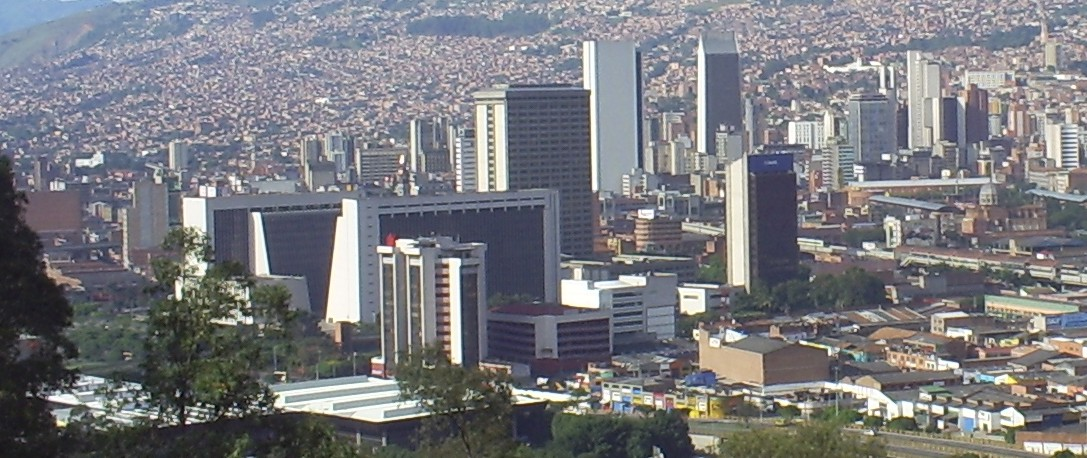
Downtown Medellín è il secondo più grande distretto finanziario in Colombia; essa non ha molti grattacieli ma ha la Torre Coltejer, che è l'edificio più alto del paese.

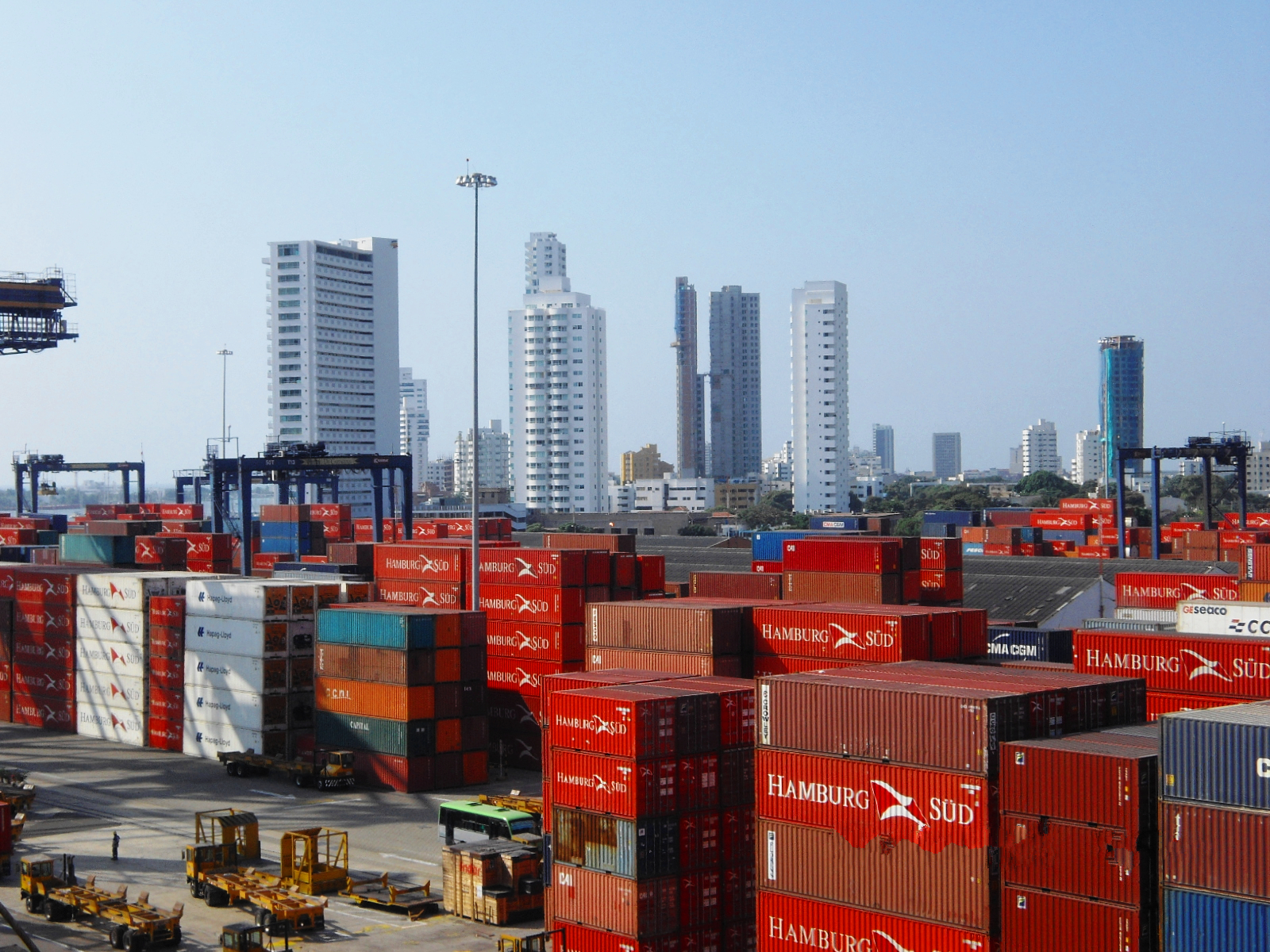
Cartagena de Indias Harbour

Bogotà ha il più grande distretto finanziario del paese, nota come Centro Internacional o semplicemente Centro de Colombia. Il "Centro Internacional" è situato nel centro della città e nel centro del paese. È sede di quattro grattacieli: BD Bacata, Torre Colpatria, Centro de Comercio Internacional e Avianca Building. Inoltre, Bogotà ha altri distretti finanziari chiamati Avenida Cile e Salitre Plaza.
Medellín ha il secondo più grande distretto finanziario del paese, conosciuto come El Poblado; la città non ha grattacieli, ma ospita la Torre Coltejer, l'edificio più alto della città.
Barranquilla ha il terzo più grande distretto finanziario del paese, conosciuta come Paseo de Bolívar non ha grattacieli, ma edifici alti comunque.
Cali è il quarto distretto finanziario del paese; non ha un nome specifico, ma si chiama El Gato del Río. All'interno del quartiere si trova un grattacielo: Torre di Cali è l'unico grattacielo che è fuori di Bogotà.
Montería ha uno dei quartieri finanziari patrimoniali del paese; uno degli edifici è "Torres Garces" '.
Cartagena de Indias ha quinto distretto finanziario denominati El Laguito e Bocagrande che non ha grattacieli, ma edifici alti.
Cartagena è il principale distretto finanziario e patrimoniale e si chiama Plaza de La Aduana e La ciudad Vieja o The Old City che può essere trovato La Torre del Reloj, Cerro de la Popa, Hard Rock Cafe Cartagena, Plaza de Botero tra gli altri.

## Filippine
Le Filippine hanno diversi distretti centrali commerciali in tutto il paese, ma la maggior parte di loro si trovano in Metro Manila: Makati, centro finanziario del paese, Bonifacio Global City, Ortigas Center, Quezon City, Manila, Pasay e Alabang.
Il Makati Central Business District, noto anche come il Makati CBD, è il principale quartiere degli affari finanziari e centrale nelle Filippine situato nel cuore di Makati in Metro Manila. È politicamente noto come "Cluster centrale" nel distretto occidentale di Makati. Molti dei grattacieli di Metro Manila sono in questo settore. La Torre PBCom lungo Ayala Avenue è l'edificio più alto del paese e arriva fino a 259 metri. È la sede della Philippine Bank of Communications, o PBCom.
Il quartiere degli affari è anche considerato come uno dei più vivaci quartieri commеrciali nel sud est asiatico. Esso contiene l'Ayala Center, uno dei più importanti centri commerciali della regione. Il distretto finanziario è gestito da due gruppi - il Makati Commercial Estates Association (MaCEA)[2] e il Ayala Property Management Corporation (APMC).

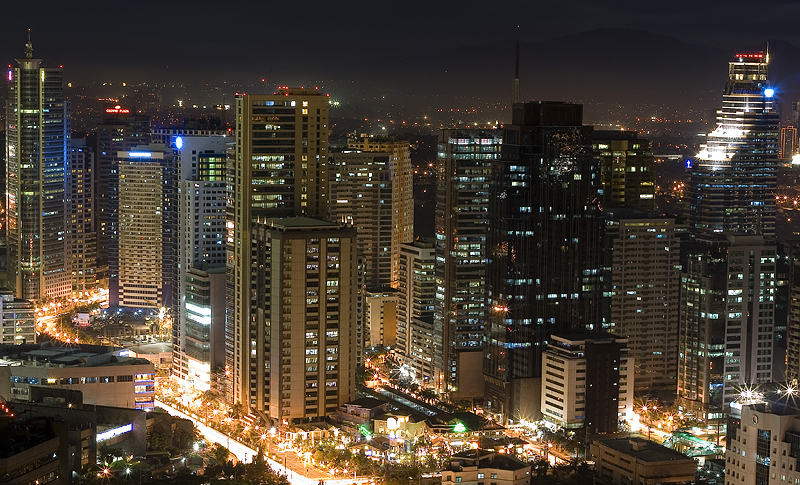
Ortigas Center skyline at night

Ortigas Center è una città finanziaria e Central Business District si trova ai confini di Pasig, Mandaluyong, e Quezon nelle Filippine. Con una superficie di oltre 100 ettari (250 acri), è secondo distretto commerciale più importante di Metro Manila dopo la Makati CBD. E governata da Ortigas Center Association, Inc..

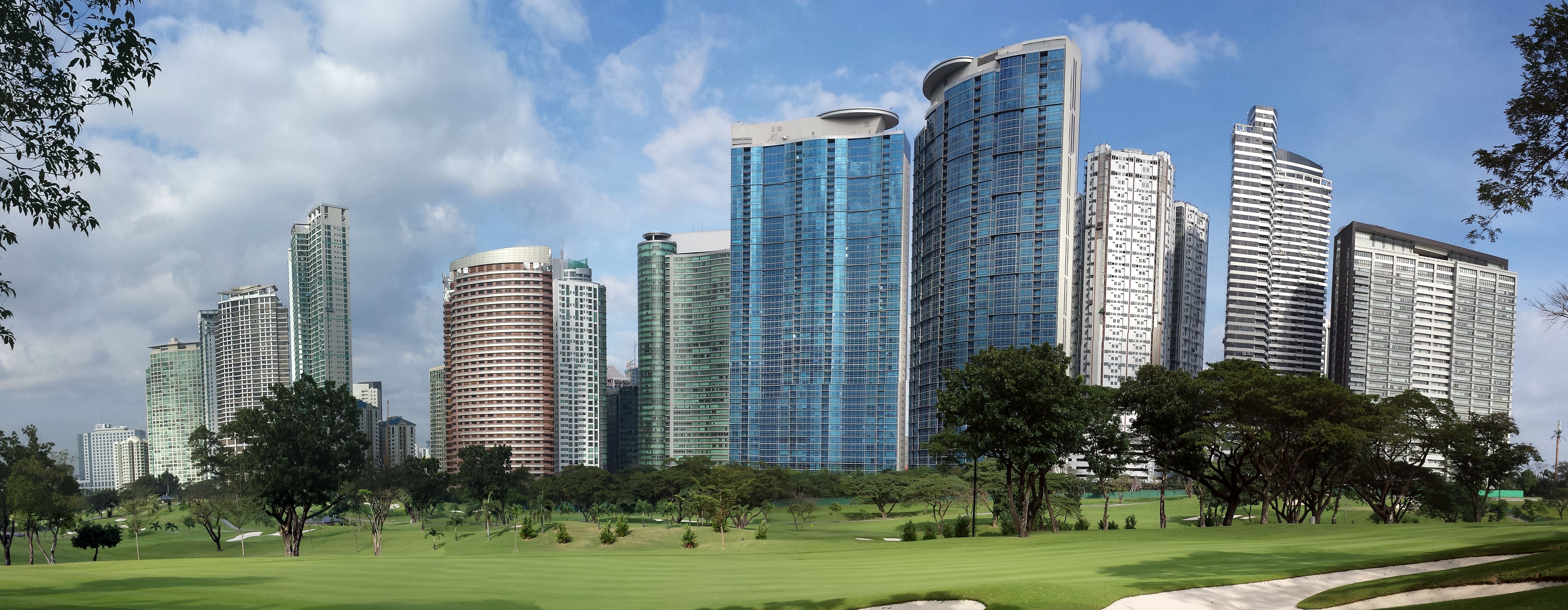
Bonifacio Global City

Bonifacio Global City (conosciuto anche come BGC, Global City, o The Fort) è un quartiere finanziario di Metro Manila. E il quartiere degli affari più recente di Manila ed è il centro finanziario e stile di vita premier della metropoli. Si trova nella parte nord-ovest di Taguig City. Nel passato l'area era una base militare col nome di Fort Bonifacio. Il Bases and Conversion Development Authority (BCDA) privatizzò la proprietà e il suo reddito ricavato dalla vendita è stato destinato alla modernizzazione delle Forze Armate delle Filippine.
Al momento della sua privatizzazione, il luogo è stato trasformato in un polo di attività con numerose attrazioni turistiche come The Mind Museum, i negozi di fascia alta, grattacieli per uffici, e loft di lusso e condomini.

## Francia

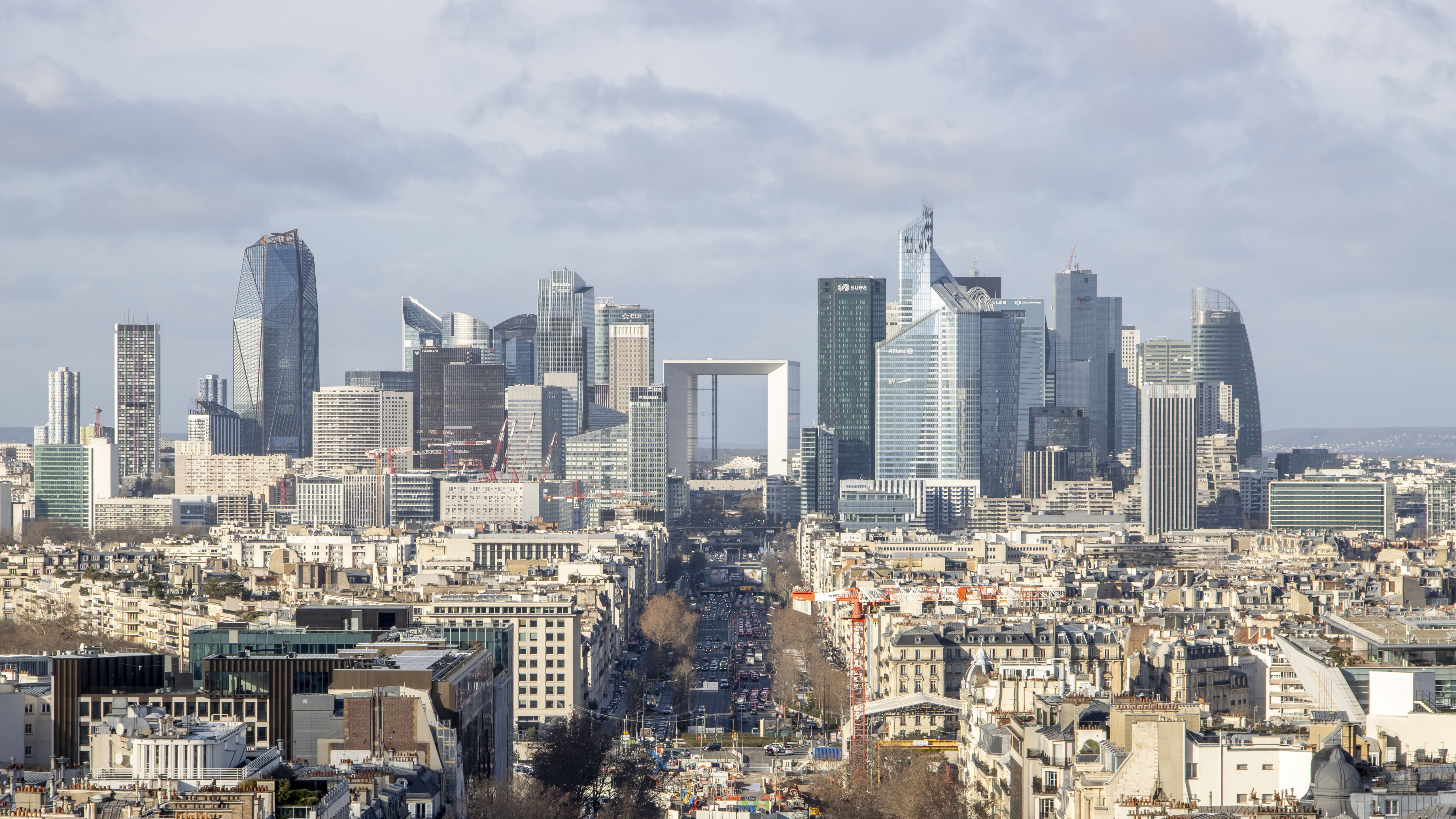
La Défense, il più grande quartiere d'affari in Europa, Parigi, Francia

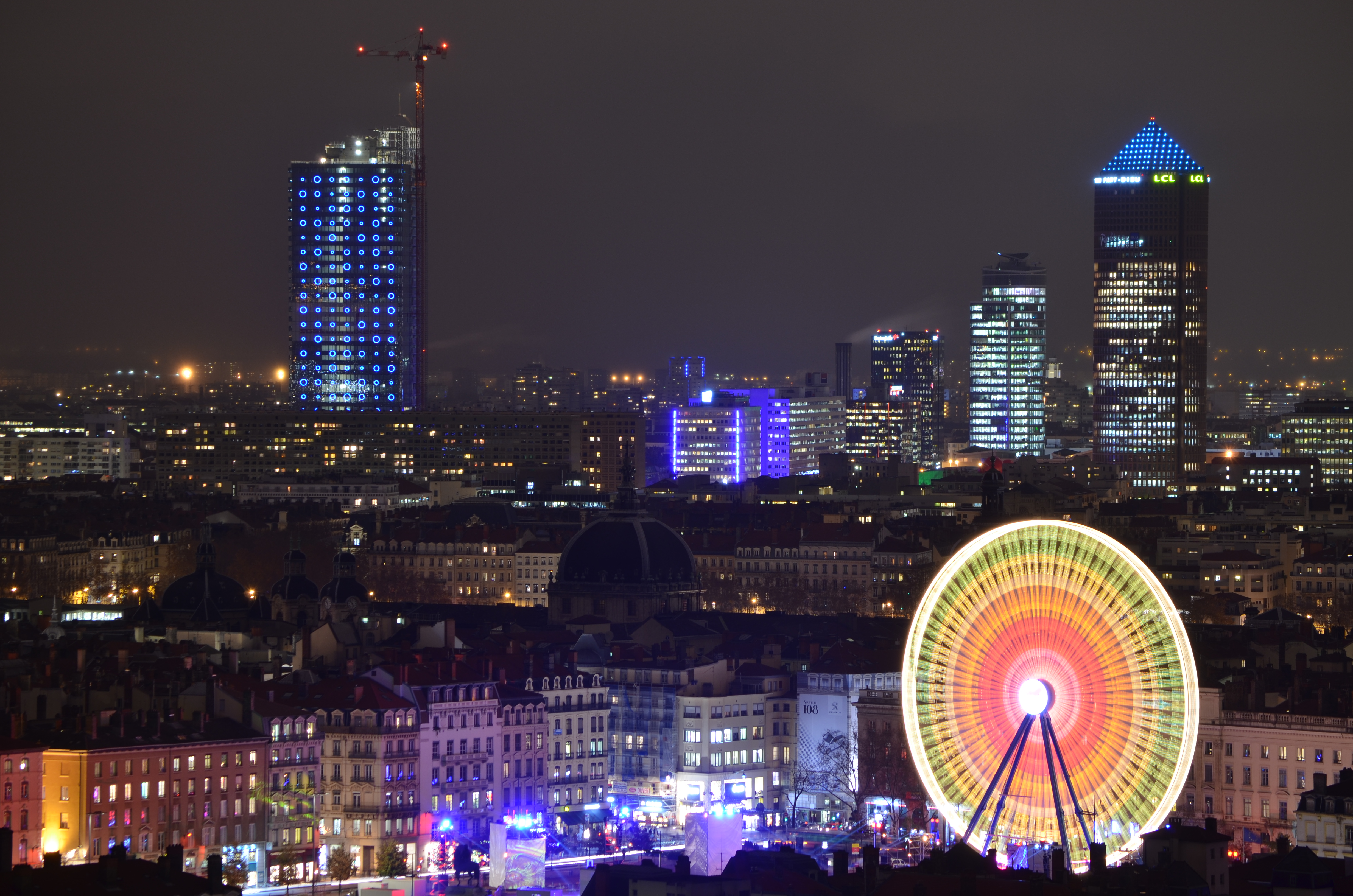
La Part-Dieu e i suoi grattacieli a Lyon

In Francia, il termine più comune per il centro di una città è centre-ville. In molte delle più grandi città, tuttavia, centre-ville si riferisce ad un quartiere storico, piuttosto che un quartiere d'affari.
A Parigi, uno dei quartieri degli affari principale è La Défense, sul bordo occidentale dei confini della città. Tuttavia, il principale '"Paris quartier centrale des affaires" conosciuto come QCA è generalmente considerato dagli investitori immobiliari per essere collocata soprattutto nel VIII arrondissement ed in parte nel I, II, IX, XVI e XVII arrondissement.
Altri centri finanziari e commerciali francesi sono:
- La Part-Dieu a Lione (2° più grande in Francia),
- Euralille a Lille (3° più grande in Francia),
- Euroméditerranée a Marseille (4° più grande in Francia);
- Euronantes a Nantes.

## Germania

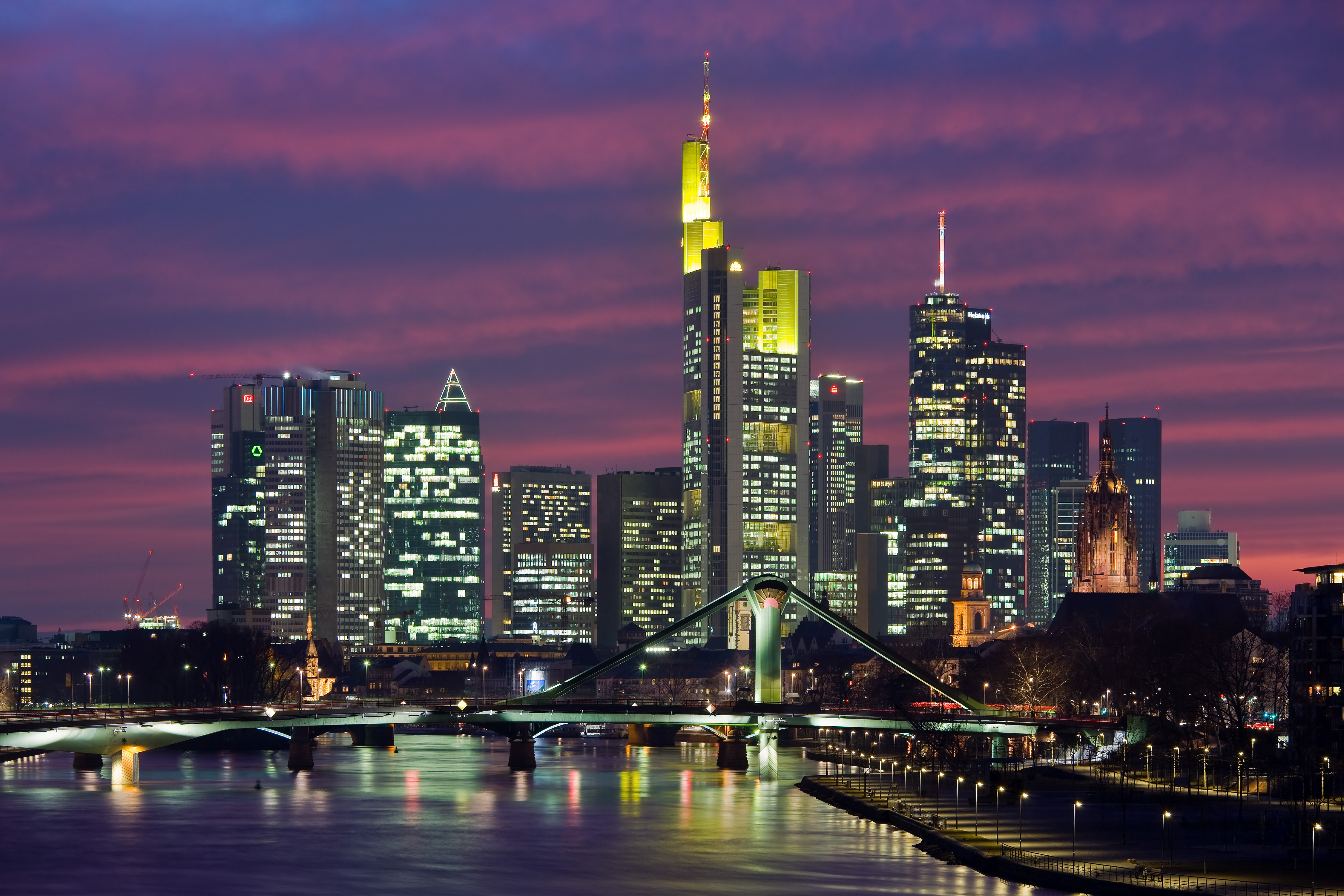
Central business district di Frankfurt, Germany.

In Germania, i termini Innenstadt e Stadtzentrum possono essere usati per descrivere il quartiere centrale degli affari. Entrambi i termini possono essere letteralmente tradotto significa "città interna" e "Centro città". Alcune delle città più grandi hanno più di un quartiere centrale degli affari, come Berlino, che ne ha tre.
A causa della storia di Berlino e della successiva divisione durante la guerra fredda, la città contiene zone affari sia a Ovest (City West) e Berlino Est (Alexanderplatz), così come di un business center di nuova costruzione nei pressi di Potsdamer Platz.
Il centro storico della città - la posizione del Reichstag, così come la Porta di Brandeburgo e la maggior parte dei ministeri federali - è stato in gran parte abbandonato quando il muro di Berlino ha tagliato la città. Solo dopo la riunificazione con la costruzione di numerosi centri commerciali, ministeri, ambasciate, edifici per uffici e luoghi di intrattenimento, la zona ha ricominciato ha ripopolarsi.
A Francoforte, vi è un quartiere d'affari che si trova nel centro geografico della città e si chiama il Bankenviertel.
A Düsseldorf, c'è un quartiere che si trova intorno alla famosa Königsallee con la presenza di banche, negozi e uffici.

## India

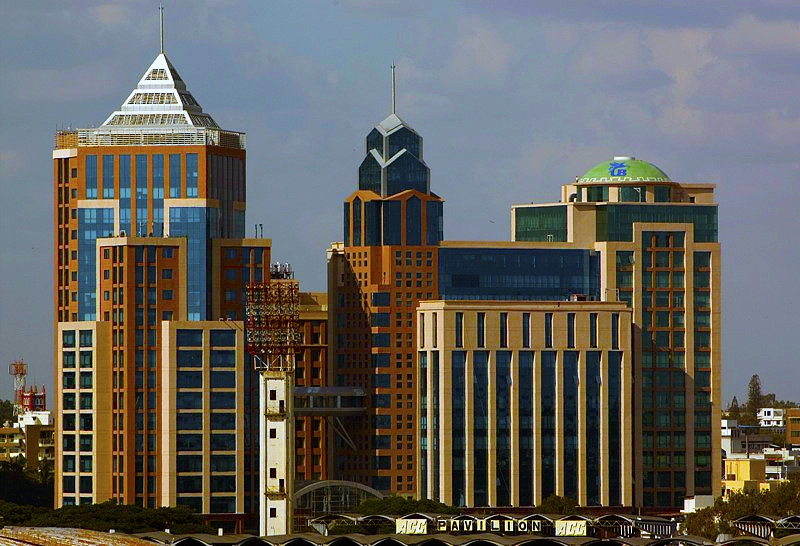
CBD, Bangalore

In India, il termine Central Block District è usato per descrivere i blocchi di città attive commercialmente: M G Road a Bangalore, The Mall a Kanpur e CBD Belapur a Navi Mumbai.

## Indonesia
Il più grande CBD in Indonesia è il Segitiga Emas (indonesiano "triangolo d'oro"), a Jakarta.
La zona si trova lungo la Sudirman - M.H. Thamrin Roads e H.R. Rasuna Said - Gatot Subroto Roads.
Indonesia ha iniziato a sviluppare la sua raffinatezza del suo quartiere d'affari dal regime di Suharto. Questa è stata l'età d'oro dello sviluppo urbanistico.

## Iran

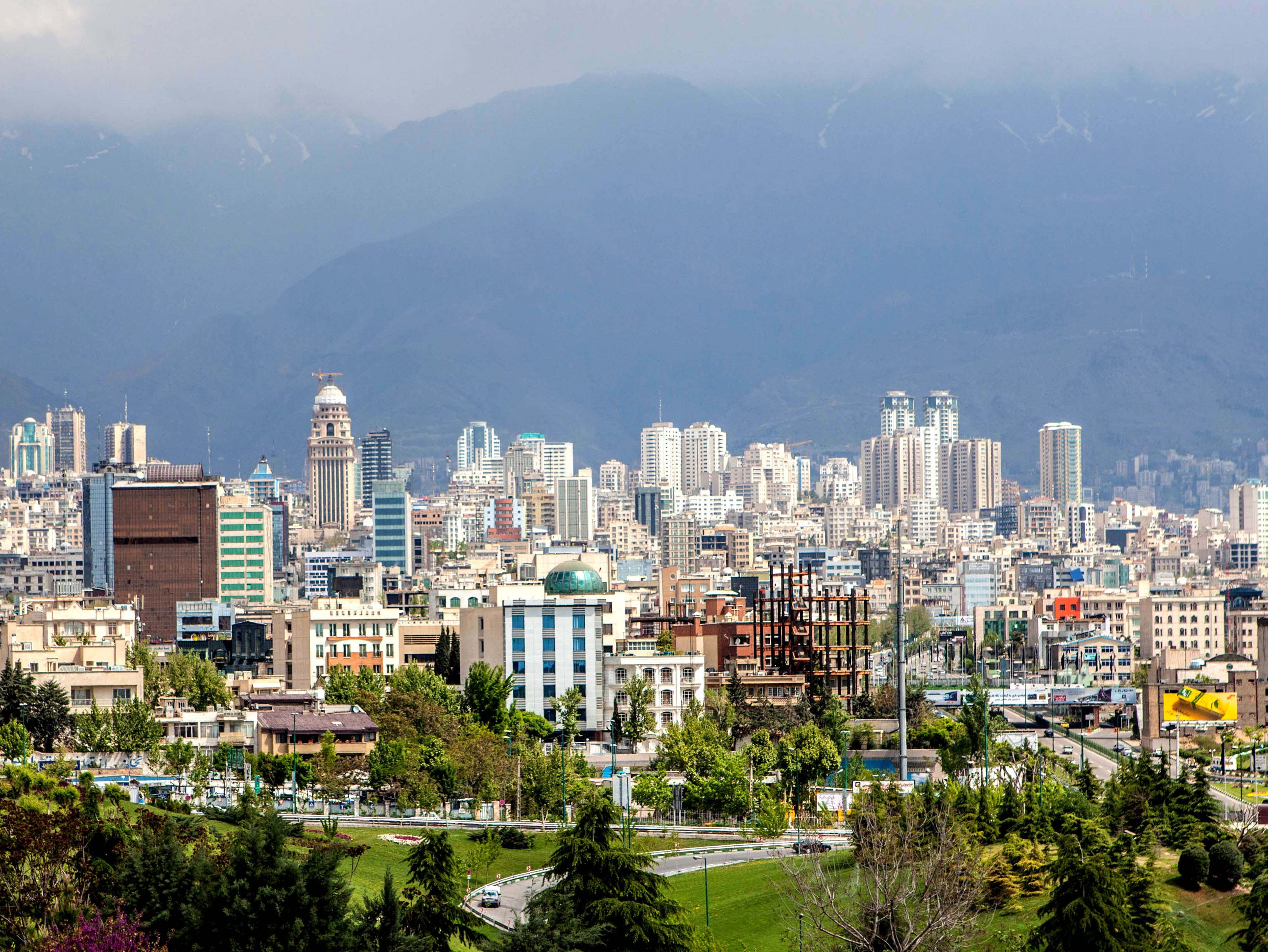
Distretto centrale degli affari di Tehran, Iran.

Teheran è la capitale e più grande città dell'Iran e centro economico della nazione iraniana. Ha un gran numero di importanti edifici, uffici, grattacieli e centri commerciali.
Aree come Abbas Abad e Elahieh sono quartieri degli affari di Teheran. Questi distretti sono serviti dalla metropolitana di Teheran e monorotaia.

## Israele
Il principale centro finanziario di Israele e la Highway 20 nei pressi dell'Azrieli Center a Tel Aviv, zona adiacente allo Israeli Diamonds international center a Ramat Gan.
Questa area serve come il centro degli affari internazionale di Israele e il principale quartiere commerciale centrale di Israele.

## Italia

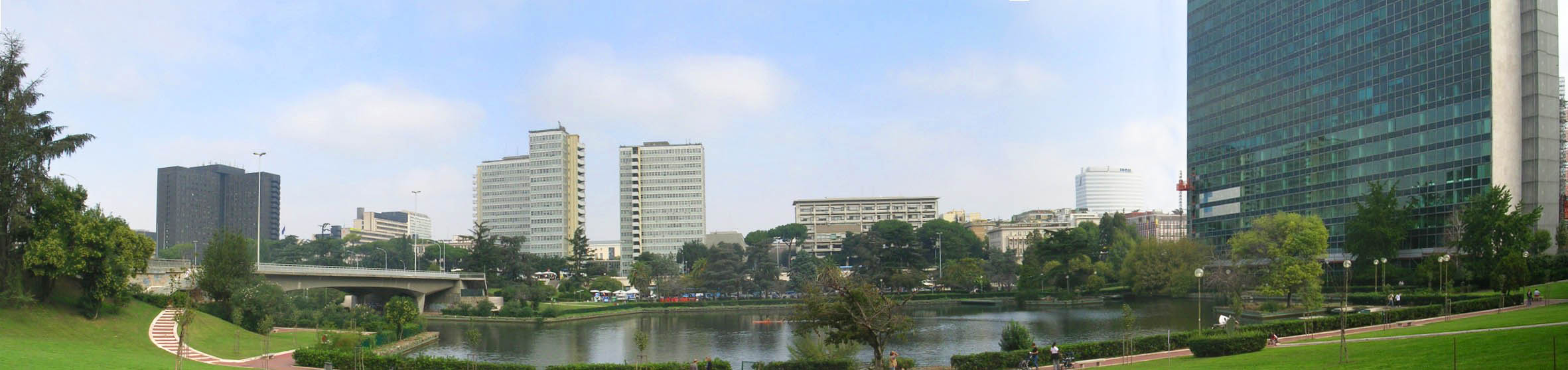
Una vista panoramica dell'EUR centro finanziario di Roma, Italia.

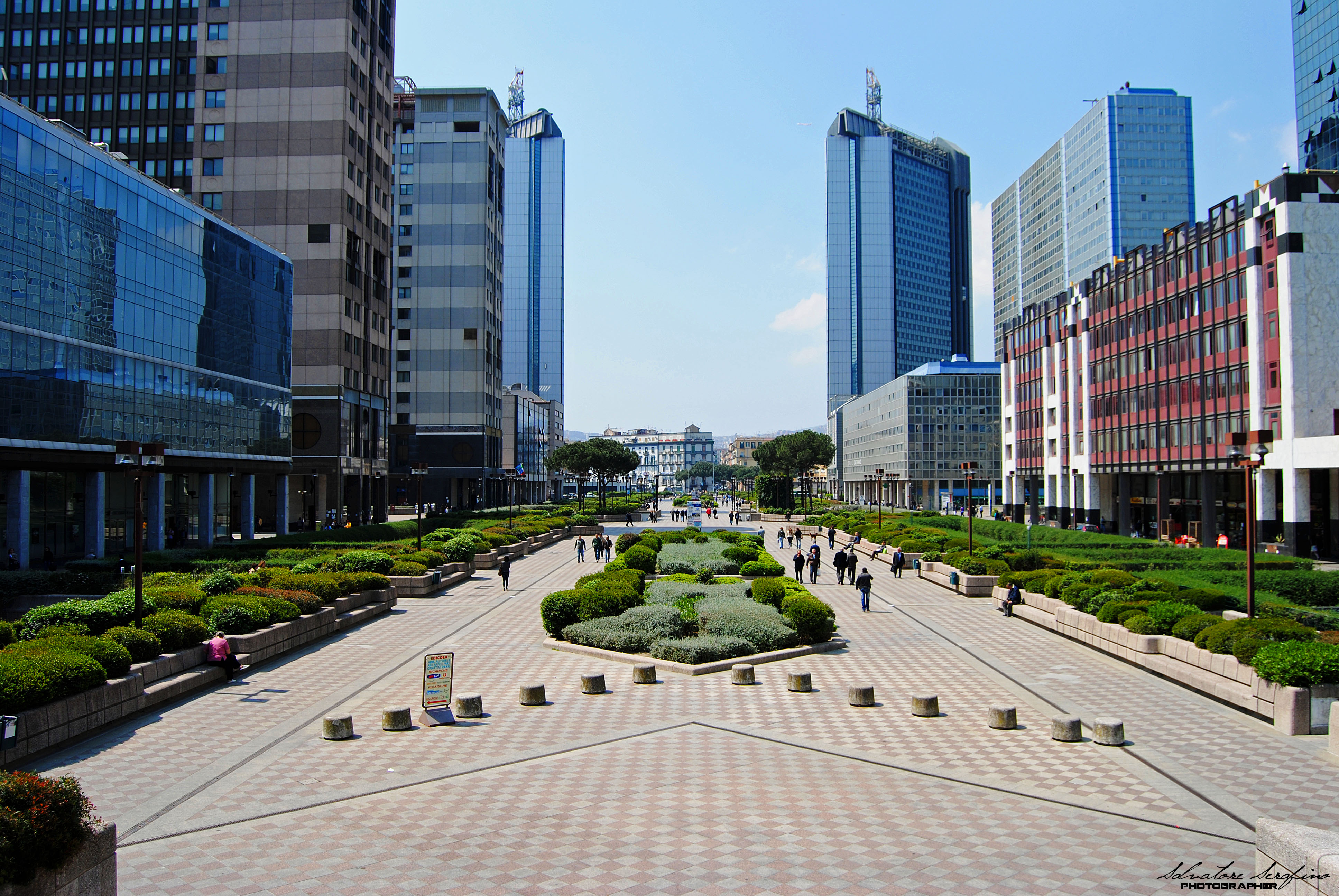
Centro Direzionale a Napoli.

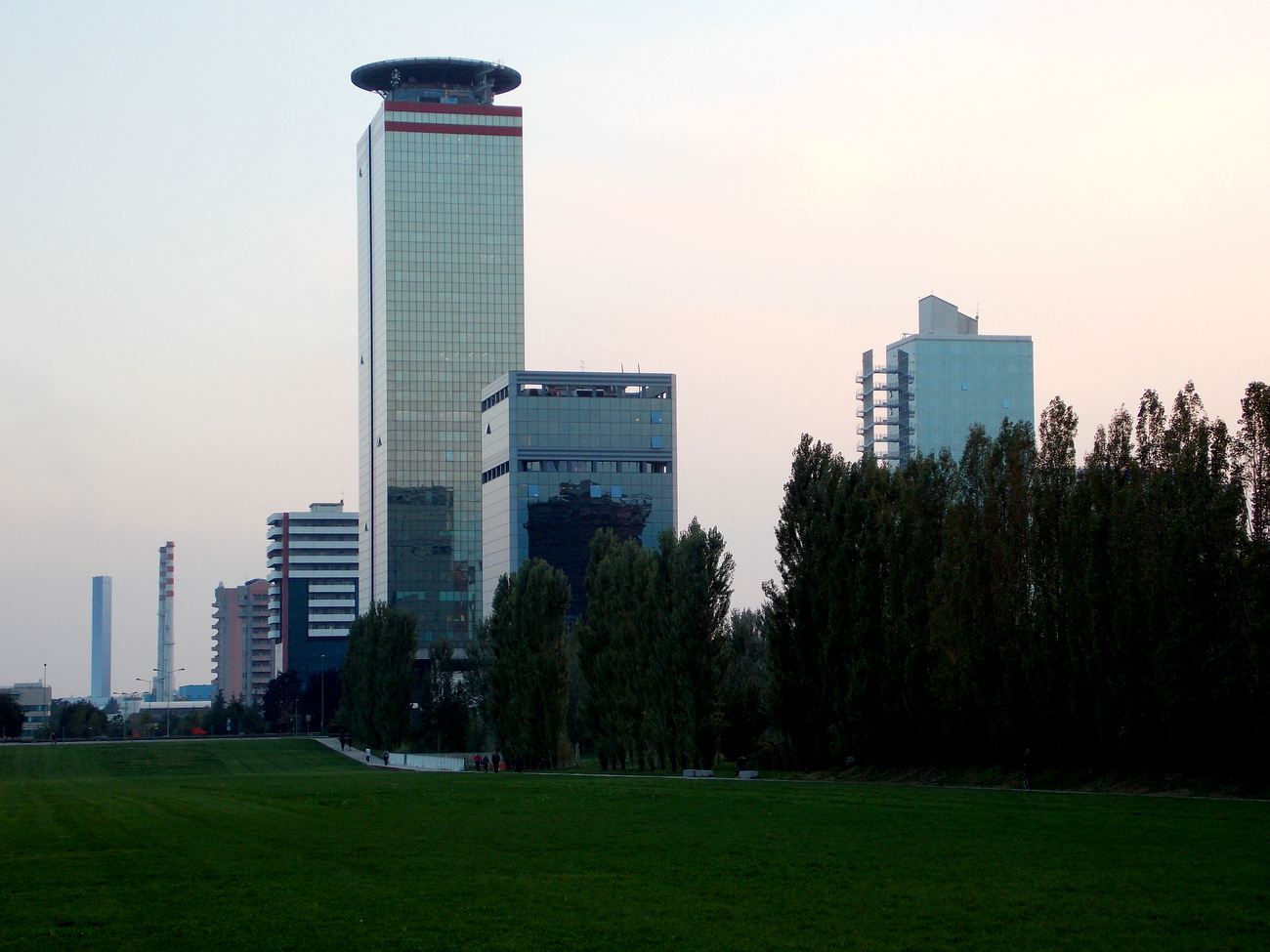
Il Centro direzionale di Brescia visto dal Parco Tarello.

In Italia i quartieri degli affari non coincidono con i centri geografici della città, perché il centro città è il Centro storico delle città, di solito poco adatto a funzionare come un moderno quartiere direzionale.
Una sorta di precursore di quartieri degli affari moderni è EUR a Roma, oggi sede di molte aziende nazionali ed internazionali ed enti pubblici.
L’EUR, il Centro direzionale di Napoli, il Centro direzionale di Milano e City Life, sono le più importanti zone commerciali del paese.
Altri importanti centri direzionali e finanziari sono presenti a Genova e Brescia.

## Messico

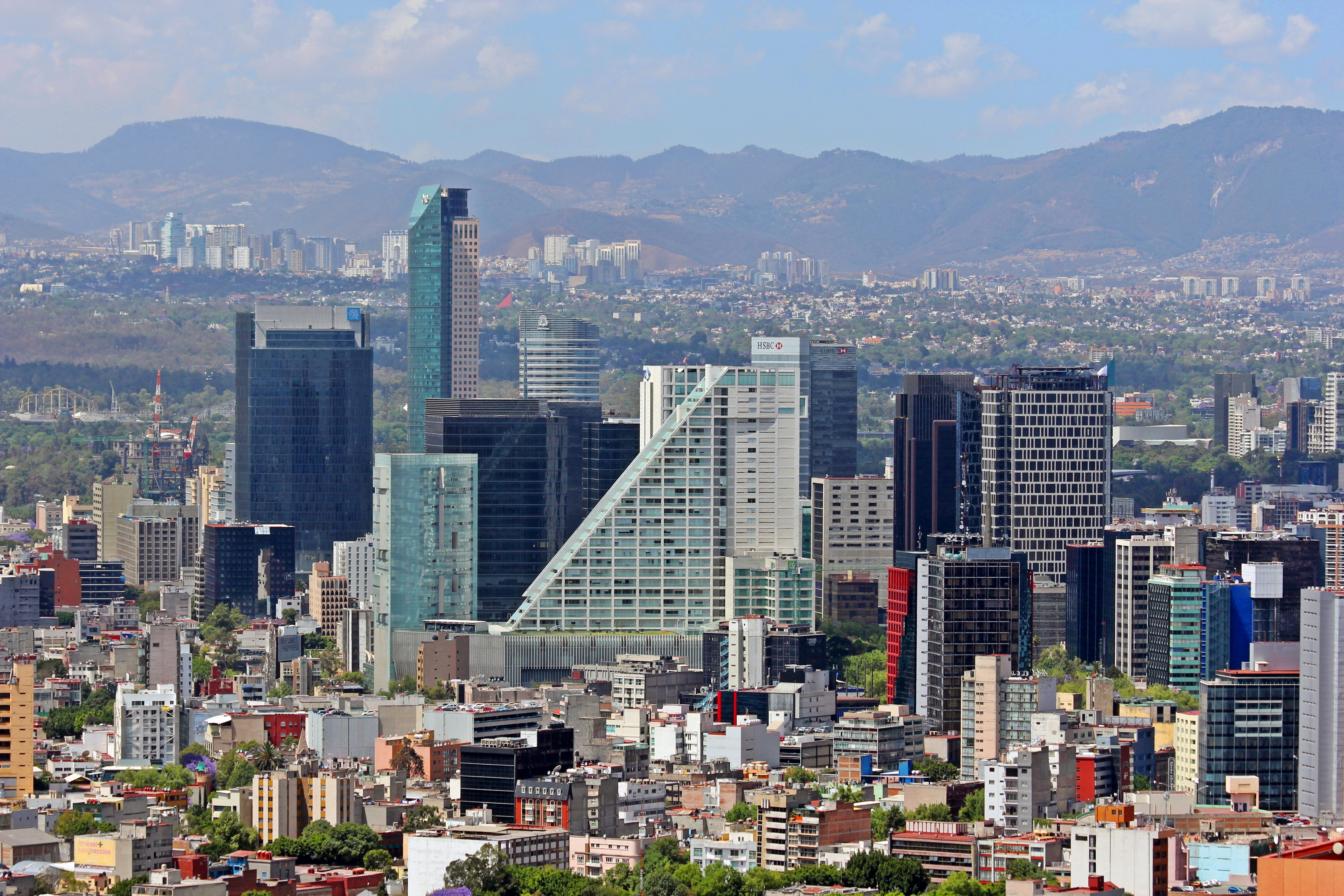
Paseo de la Reforma a Mexico City

Due dei più grandi centri direzionali in America Latina si trovano in Messico: Santa Fe e Paseo de la Reforma, a Città del Messico.
Altri importanti in Messico includono Puerta de Hierro a Guadalajara, Jalisco e Valle Oriente a Monterrey, Nuevo León.

## Paesi Bassi

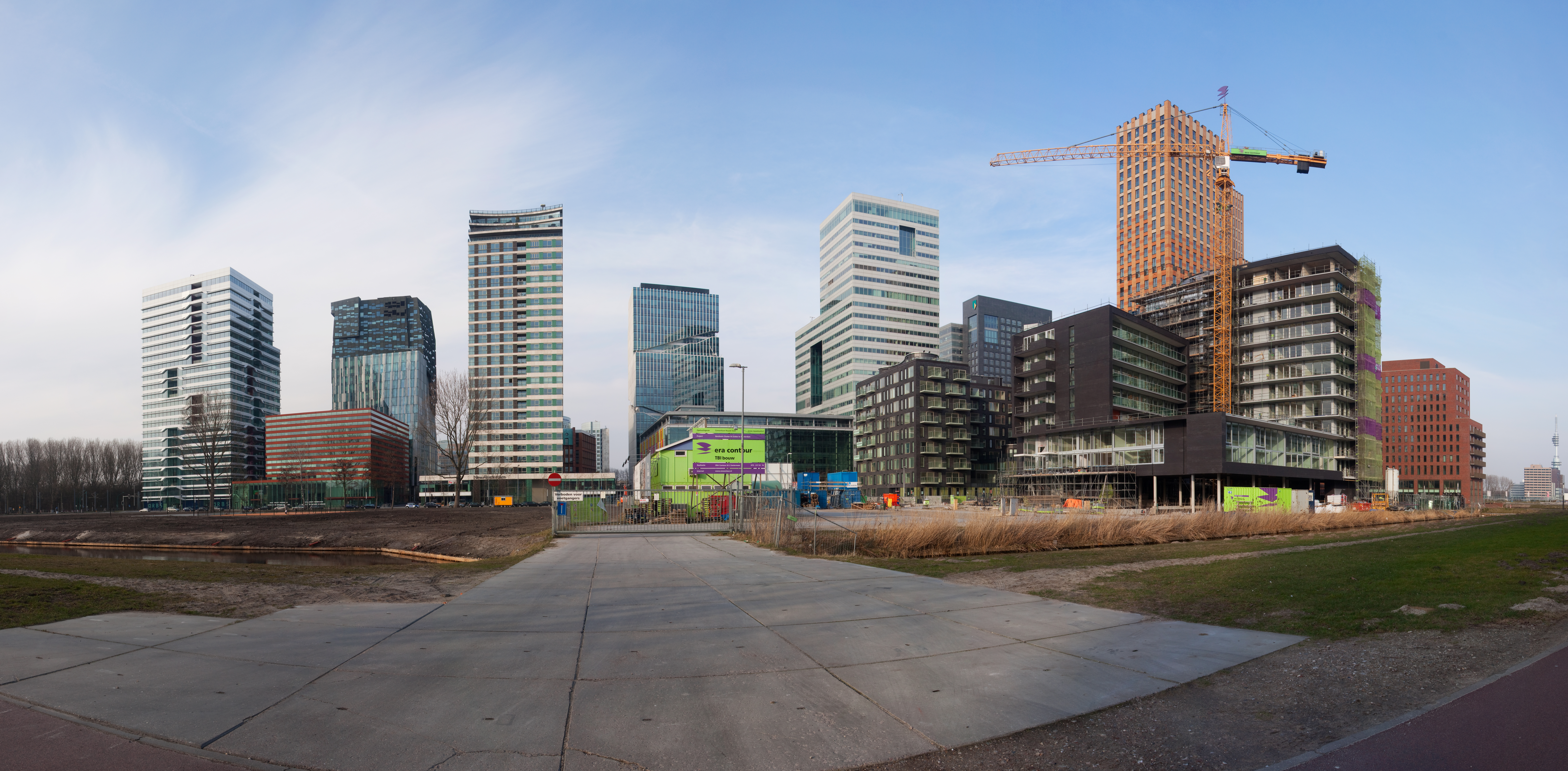
Zuidas, nel sud di Amsterdam, Paesi Bassi.

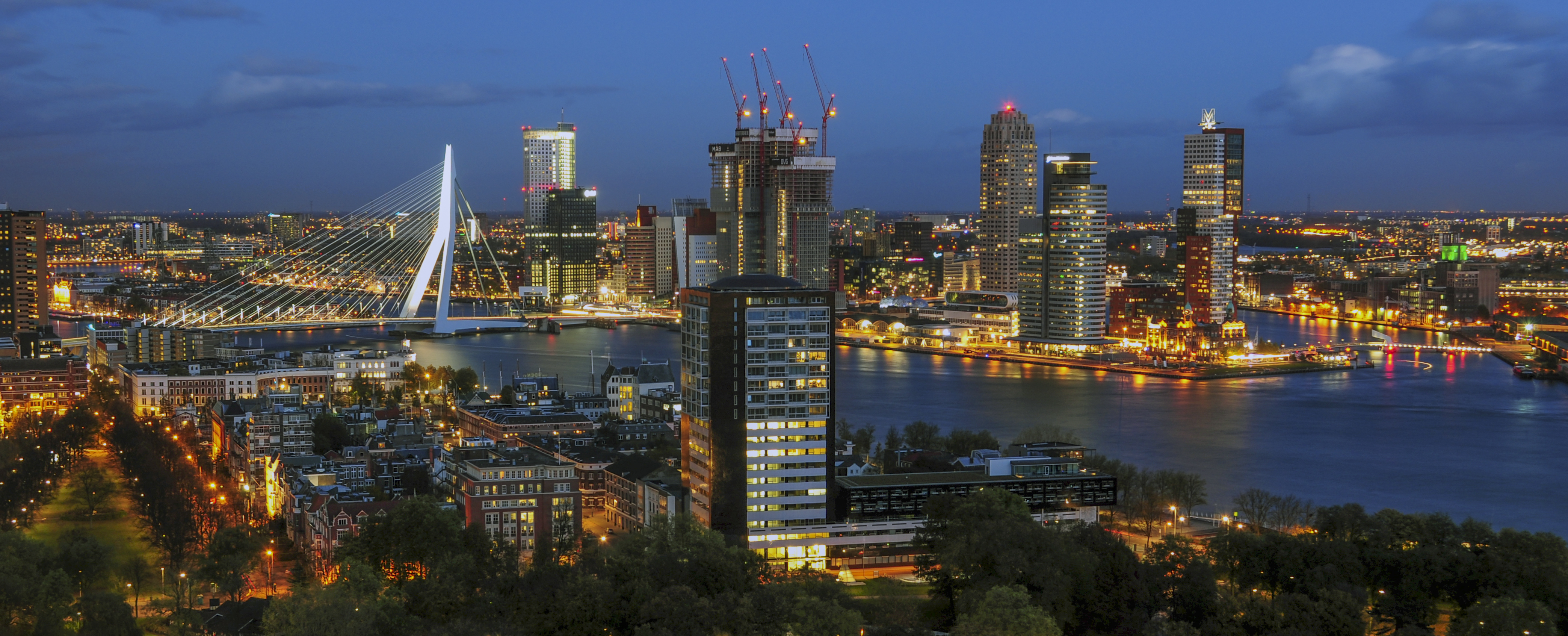
Kop van Zuid distretto finanziario visto dalla torre Euromast, Rotterdam.

Zuidas ad Amsterdam e Kop van Zuid a Rotterdam sono i nuovi quartieri in rapida espansione dedicati alle attività finanziarie. Le grandi multinazionali, ad esempio ING Group, ABN-Amro e Akzo Nobel, già hanno la loro sede in questa nuova area.
Il World Trade Center ad Amsterdam è stato recentemente rinnovato e ampliato.
Kop van Zuid è un quartiere in rapida crescita a Rotterdam, con molti grattacieli. Molte grandi aziende si sono stabiliti qui a causa della posizione strategica (vicino al fiume Mosa e vicino al porto di Rotterdam, che è il più grande porto d'Europa.)

## Pakistan

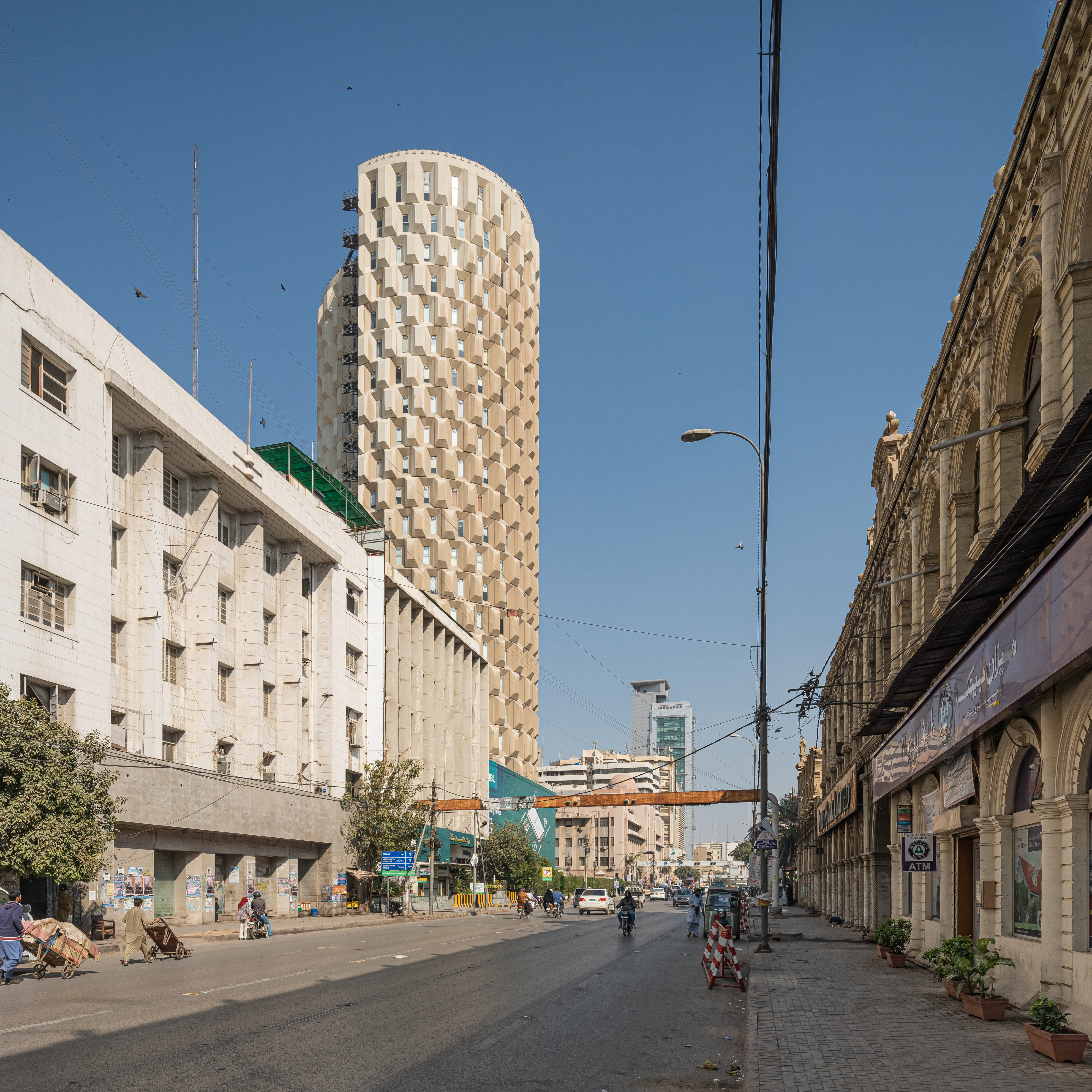
I. I. Chundrigar Road

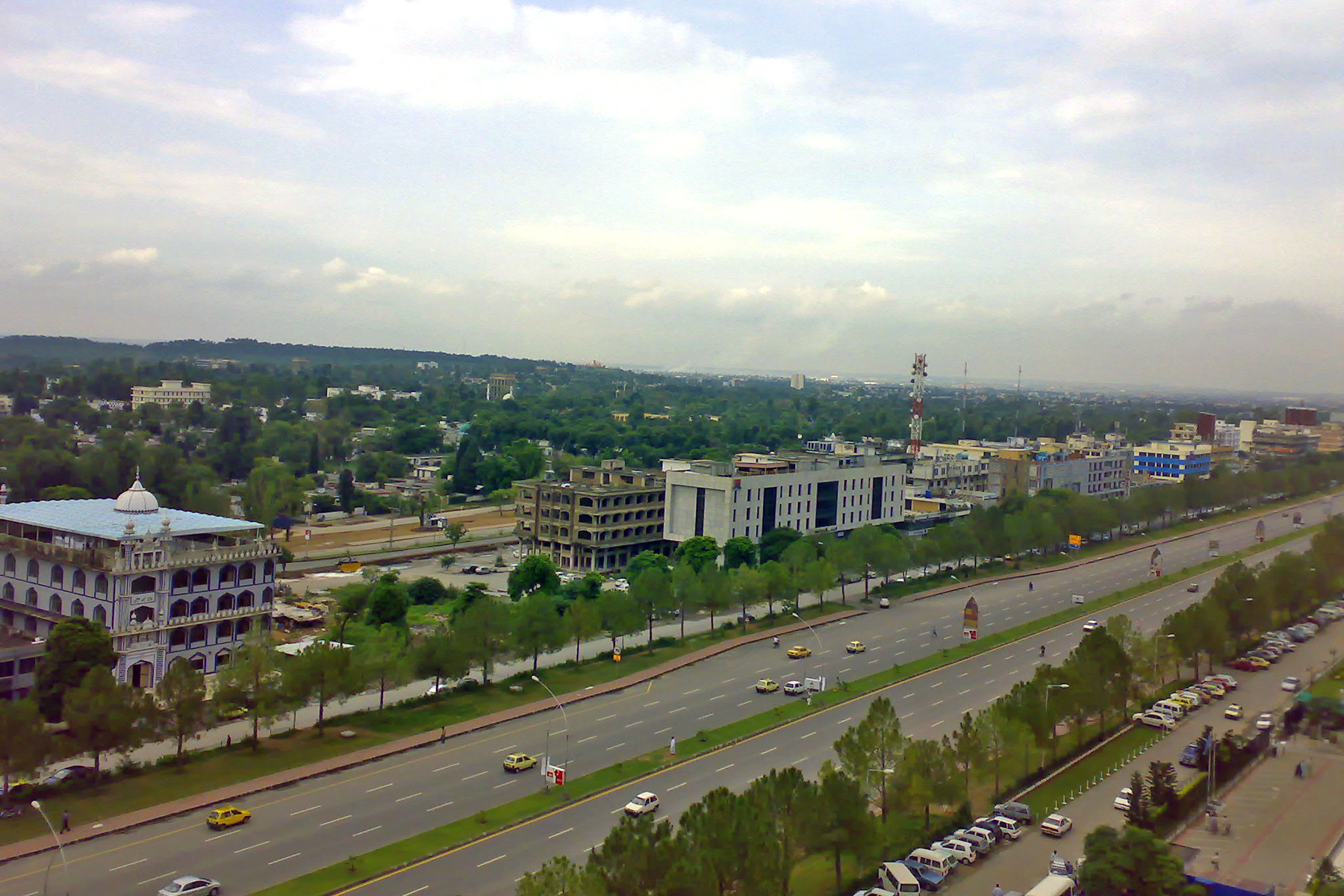
Vista di Blue Area da Jinnah Avenue, Islamabad

In Pakistan, il quartiere centrale degli affari è un ambiente urbano all'interno di un insediamento è chiamato shehar.
Karachi è la più grande città del Pakistan e centro economico del paese; l'Ibrahim Ismail Chundrigar Road della città, spesso chiamato "Wall Street of Pakistan," agisce come distretto finanziario principale di Karachi ed è essenzialmente un centro di attività economica e industriale. Shara-e-Faisal a Karachi è anche uno dei più importanti quartieri commerciali del Pakistan.
Un altro importante quartiere finanziario è Gulberg a Lahore. Ha un gran numero di importanti edifici per uffici così come molti grattacieli e centri commerciali. City Towers, Pace Tower, M.M Alam road, Vogue Towers, Park Plaza Hotel, Tricon Tower, MM Tower, Boulevard Heights e Ali Trade Center sono presenti in questa area. Ferozepur Road è anche quartiere centrale degli affari Lahore.
Jinnah Avenue a Islamabad è il principale quartiere degli affari della città. Essa è fiancheggiata da numerosi edifici per uffici. Blue Area è l'altro quartiere direzionale di Islamabad.
Rawalpindi-Islamabad Metrobus è il servizio in costruzione del sistema di trasporto rapido di autobus in questi quartieri degli affari che li collegheranno a Rawalpindi e Islamabad.
D Ground è il quartiere centrale degli affari di Faisalabad; Saddar è il quartiere centrale degli affari principale Rawalpindi.

## Panama

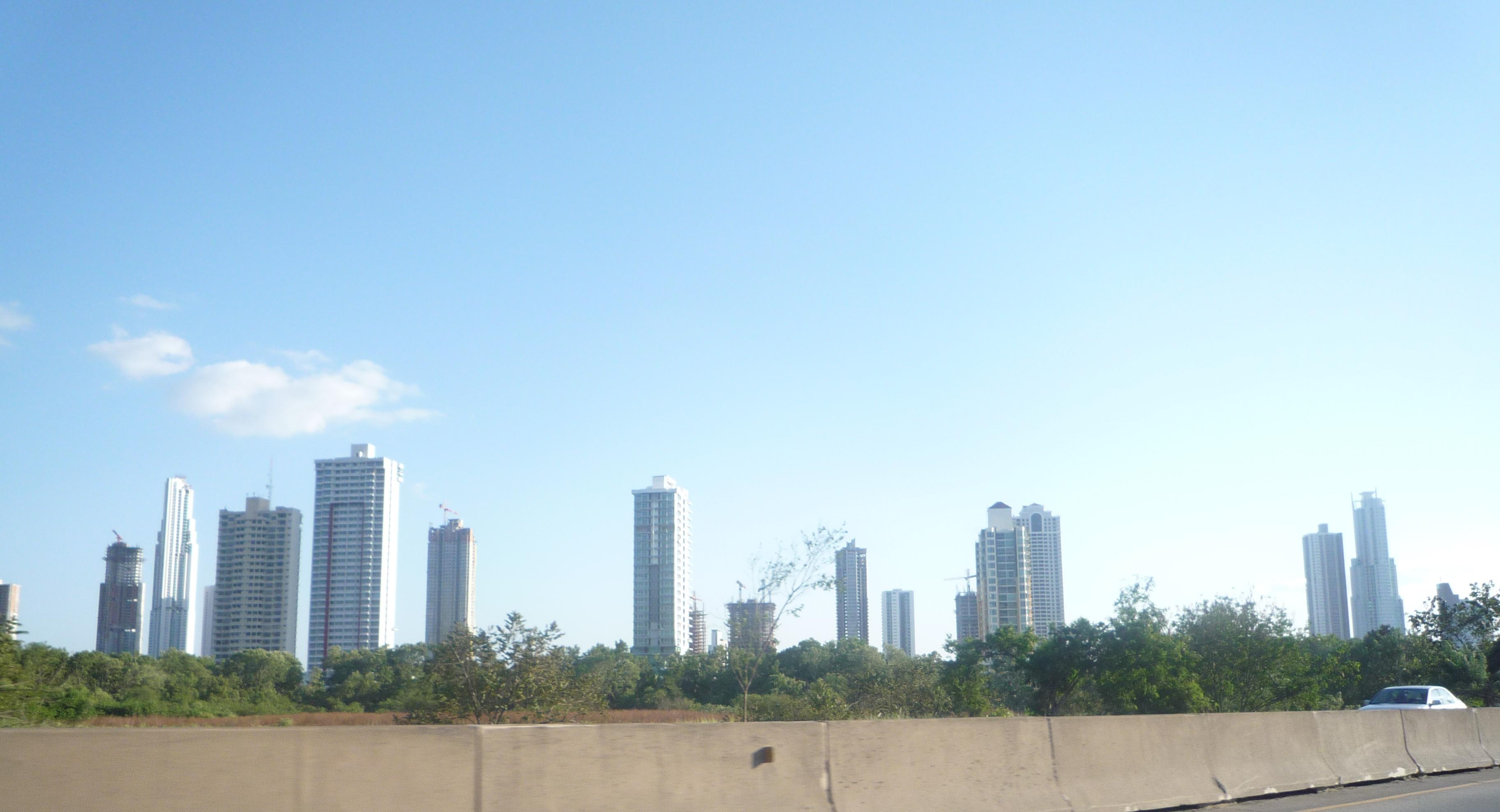
Costa del Este skyline

L'area di sviluppo più recente di alti grattacieli (business e appartamenti) si concentra a Costa del Este, che è una zona di Panama City.
Alcuni settori, come Punta Pacifica e Punta Paitilla, continuano essere una delle zone residenziali più esclusive del paese e presentano un'alta densità di grattacieli (Bahia Grand Panama, Aqualina Tower, Bahia Pacifica, Faros del Panamá), ma stanno rapidamente perdendo terreno a Costa del Este. Punta Pacifica, Punta Paitilla e Balboa Avenue contengono molte banche, alberghi, ristoranti centri commerciali.

## Perù

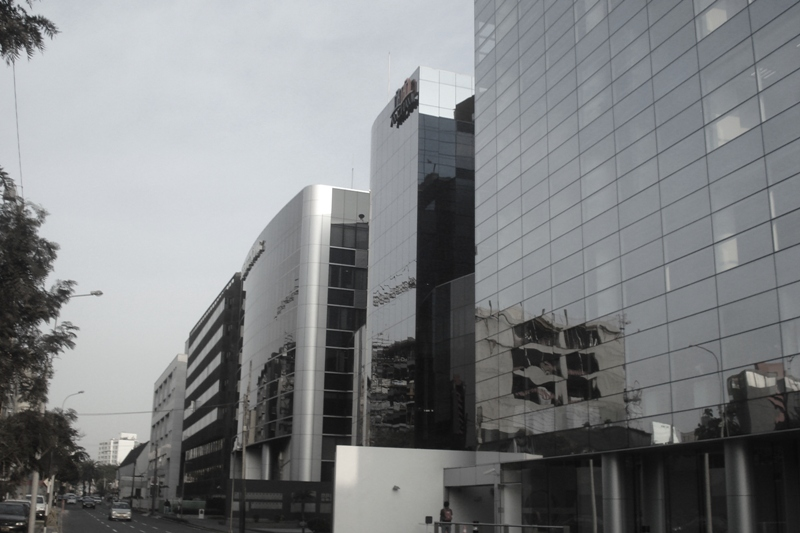
San Isidro, CBD in Lima, Perù

In Perù il quartiere centrale degli affari è San Isidro, a Lima, che ospita la maggior parte delle sedi del settore finanziario del Perù. Sebbene ancora un quartiere prevalentemente residenziale, l'attività commerciale e finanziario trova o nelle vicinanze dell'area definita da avenues Camino.
Real, Javier Prado Este, República de Panamá e Aramburú sono considerati il cuore finanziario e societario del Perù. Hanno una popolazione permanente di circa 63.000 abitanti e, durante le ore di lavoro nei giorni feriali, una popolazione fluttuante che supera 700.000 pendolari giornalieri da altri quartieri di Lima.
San Isidro è servita da tre stazioni di El Metropolitano, il sistema Bus Rapid Transit di Lima: stazione Javier Prado, stazione Canaval y Moreyra (con oltre 16.000 passeggeri al giorno) e la stazione Aramburú.
Dalla fine degli anni 2000, il distretto sud-est di Surco ha registrato un aumento significativo di alto livello sviluppi societari nella zona compresa da viali Manuel Holguín, El Derby, El Polo e La Encalada a causa di restrizioni inferiori a concedere licenze di costruzione e la vicinanza ai distretti centrali residenziali e di classe superiore ed è destinata a diventare, dopo tradizionale San Isidro e Miraflores, il nuovo centro finanziario di Lima.

## Polonia
In Polonia, il termine Śródmieście può essere usato per descrivere il quartiere centrale degli affari. Śródmieśce, Wola stanno lentamente diventando i nuovo centri direzionali di Varsavia.
In molte delle più grandi città polacche, però, Śródmieście si riferisce ad un quartiere storico, piuttosto che un quartiere d'affari, o non può essere utilizzato a tutti.

## Regno Unito

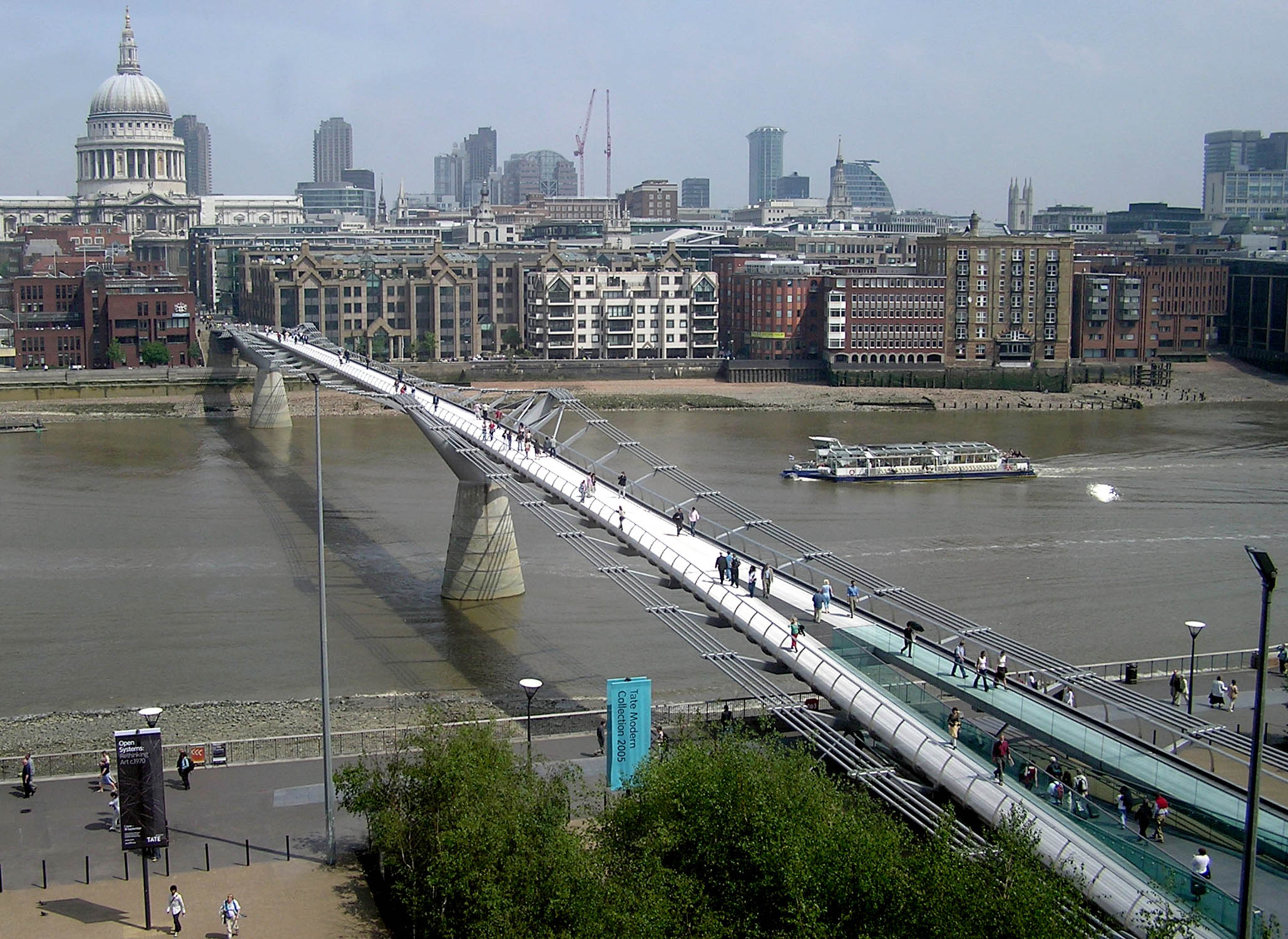
Foto della City of London dal Millennium Bridge, universalmente nota semplicemente come "City"

L'uso in assoluto più comune dell'espressione The City identifica il centro storico di Londra. Similarmente, espressione come City lawyer (avvocato della City) o City banker (banchiere della City) si riferiscono ad aziende che operano nel mercato o nella city londinese. La City di Londra è stato il principale polo finanziario e commerciale a livello mondiale dal XVIII sec. per più di due secoli.
Ancora oggi è rimasto il principale mercato finanziario globale del mondo insieme a New York.
Nel secondo dopoguerra iniziò a svilupparsi sulla Isle of Dogs all'estremita est della Torre di Londra nell'East End un nuovo complesso finanziario che si è andato via via sviluppando sempre maggiormente con il nome di Canary District.

## Russia

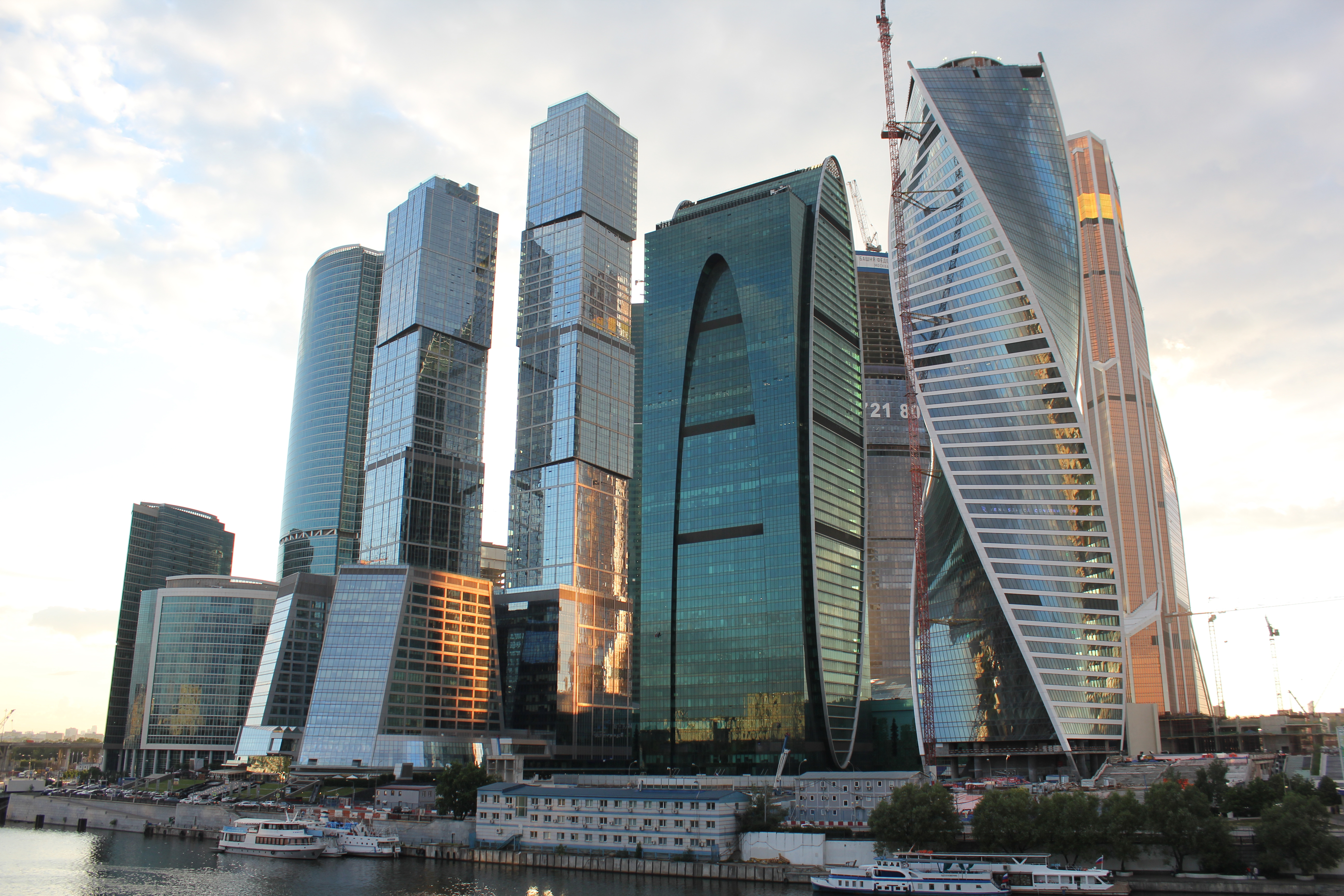
Moscow International Business Center, giugno 2014

Il quartiere degli affari più importante si trova a Mosca, è chiamato Moscow International Business Center (MIBC) ed è soprannominato Moscow-City (o Moskva-City).
A differenza di altri centri direzionali, il MIBC è stato creato come un unico progetto, gestito da una società designata, e combina attività di business, lo spazio, il commercio al dettaglio, e di intrattenimento che vivono in un unico sviluppo.

## Singapore

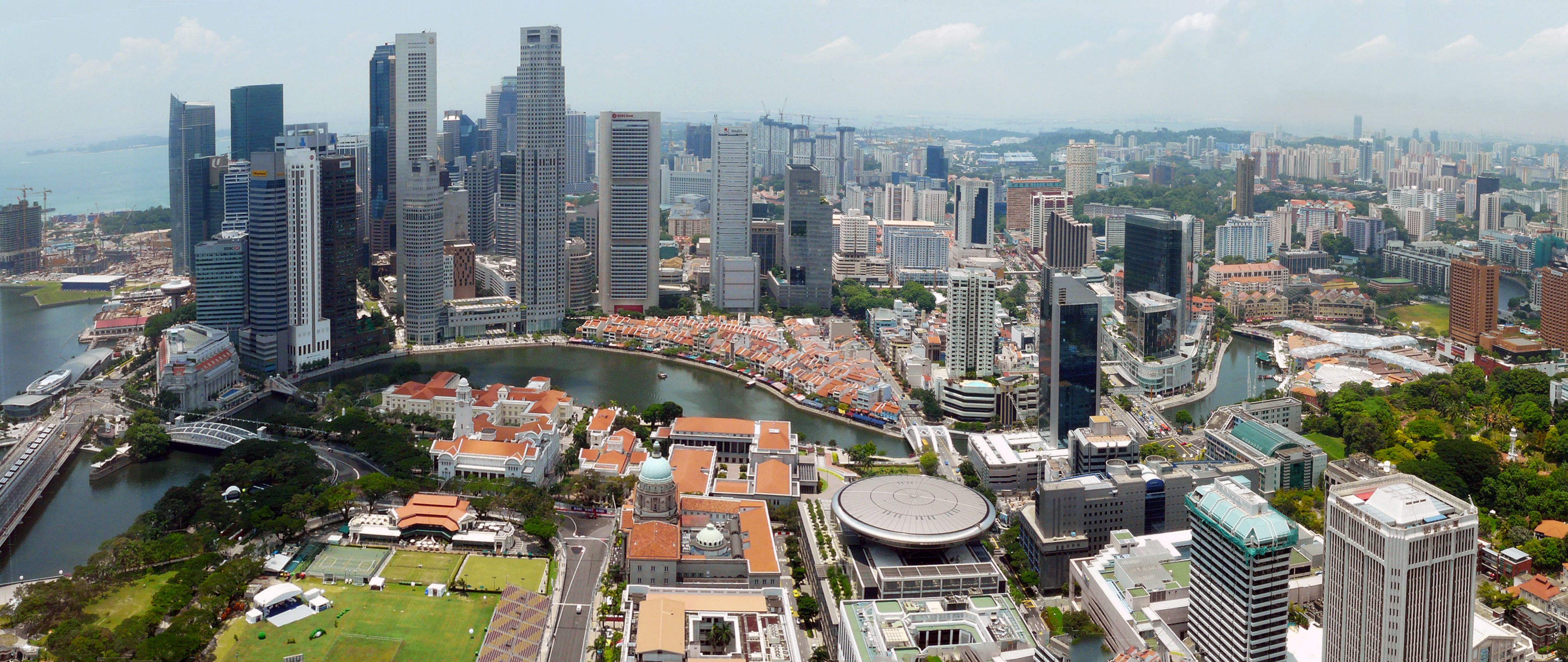
Il Downtown Core e il Singapore River Planning Area visti dalla sponda orientale del fiume Singapore, con il centro direzionale che trova sulla sponda occidentale. Raffles Place può essere chiaramente identificato dalla fitta concentrazione di grattacieli.

L'area comunemente denominato "CBD" si trova all'interno Downtown Core.
Il suo punto più denso è intorno a Raffles Place, dove si trovano la maggior parte dei grattacieli di Singapore. Il termine è stato usato anche a volte per riferirsi al Central Area nel suo complesso, che è il centro urbano della città.
In futuro, il governo sta progettando di riqualificare il centro della città di Jurong East un CBD secondario. L'area è stata anche indicata come il capolinea ferroviario per la ferrovia ad alta velocità Kuala Lumpur-Singapore.

## Spagna

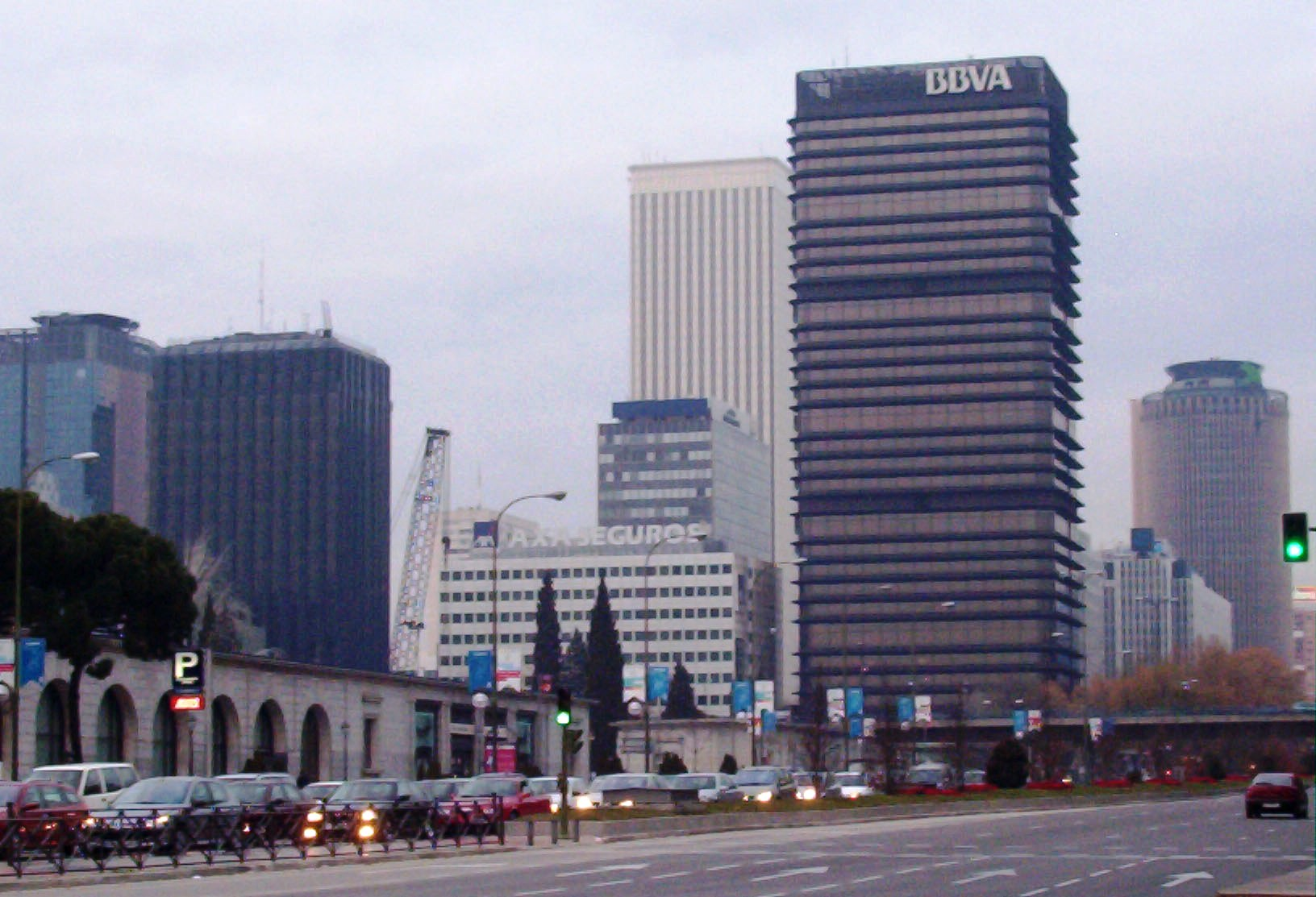
Vista dell’AZCA dal Paseo de la Castellana di Madrid.

Le più grandi aree di affari della Spagna sono il Paseo de la Castellana di Madrid con i suoi Puerta de Europa, AZCA e CTBA; 22@ e Granvia l'Hospitalet a Barcellona e il centro commerciale di Valencia.

## Stati Uniti d'America

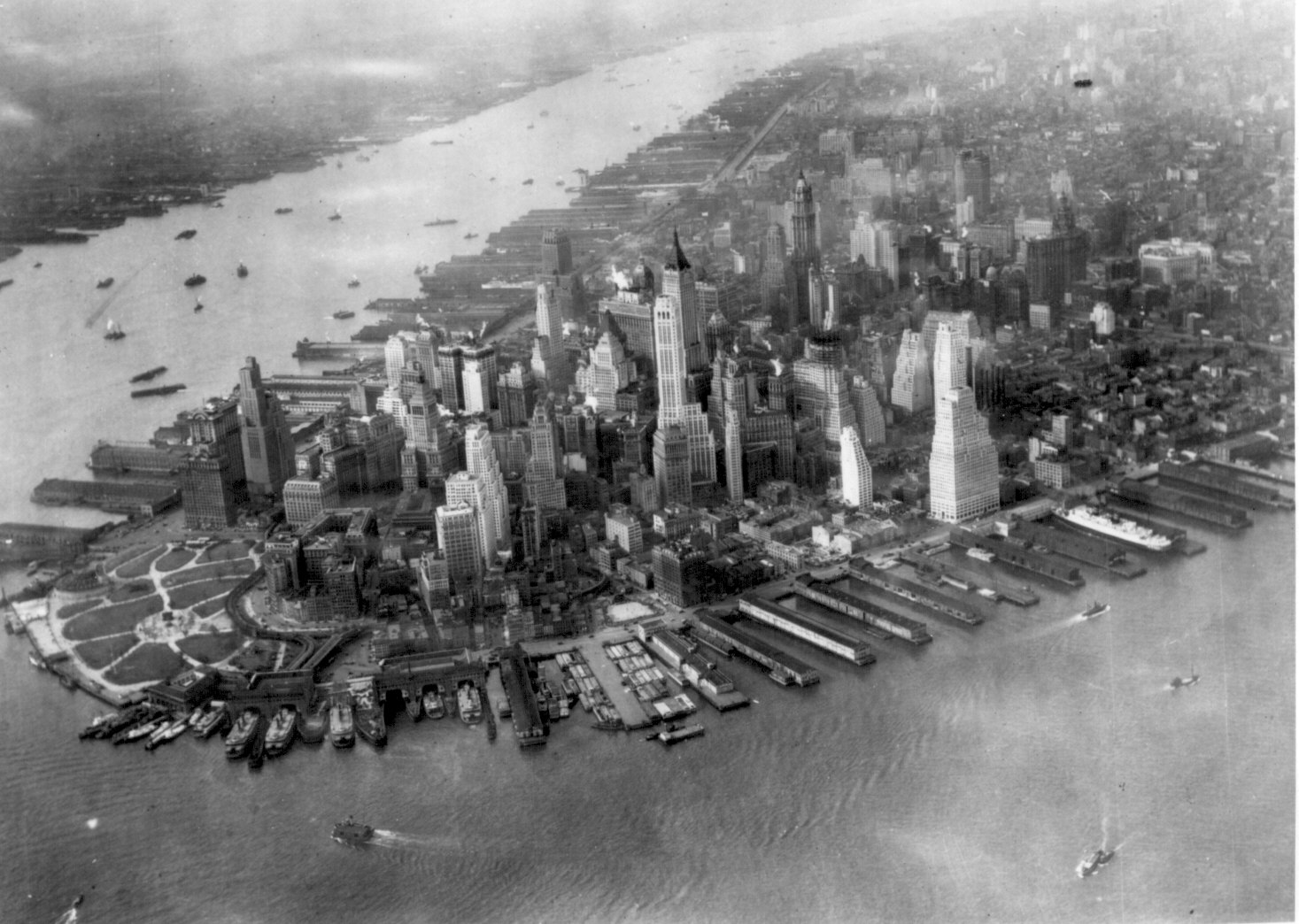
Downtown Manhattan, 1931.

Nell'inglese americano è comune il termine downtown, coniato per Manhattan, in particolare per la parte meridionale dell'isola: veniva usato nel 1830 per riferirsi al nucleo originario, poiché tutta la città col tempo si è sviluppata nella zona settentrionale. Durante il XIX secolo il termine venne gradualmente adottato dalle città del Nord America per riferirsi al centro storico-affaristico. Agli inizi del Novecento downtown entra nel vocabolario inglese americano per riferirsi al central business district.
A New Orleans, downtown è sinonimo di downriver, ma più spesso al centro affaristico di New Orleans ci si riferisce con la sigla the CBD. A Charlotte, Carolina del Nord, è usato il vocabolo uptown per descrivere il centro storico/affaristico della città.

## Sudafrica
Città del Capo, Durban Johannesburg, Pretoria e Port Elizabeth sono le maggiori città del Sudafrica con i maggiori centri direzionali che ospitano le sedi di molte delle più grandi aziende del paese, così come centri congressi e i grattacieli più alti della nazione.
Città del Capo è nota per avere l'orizzonte più iconico del Sudafrica (tra cui la famosa Table Mountain) e CBD.

## Taiwan

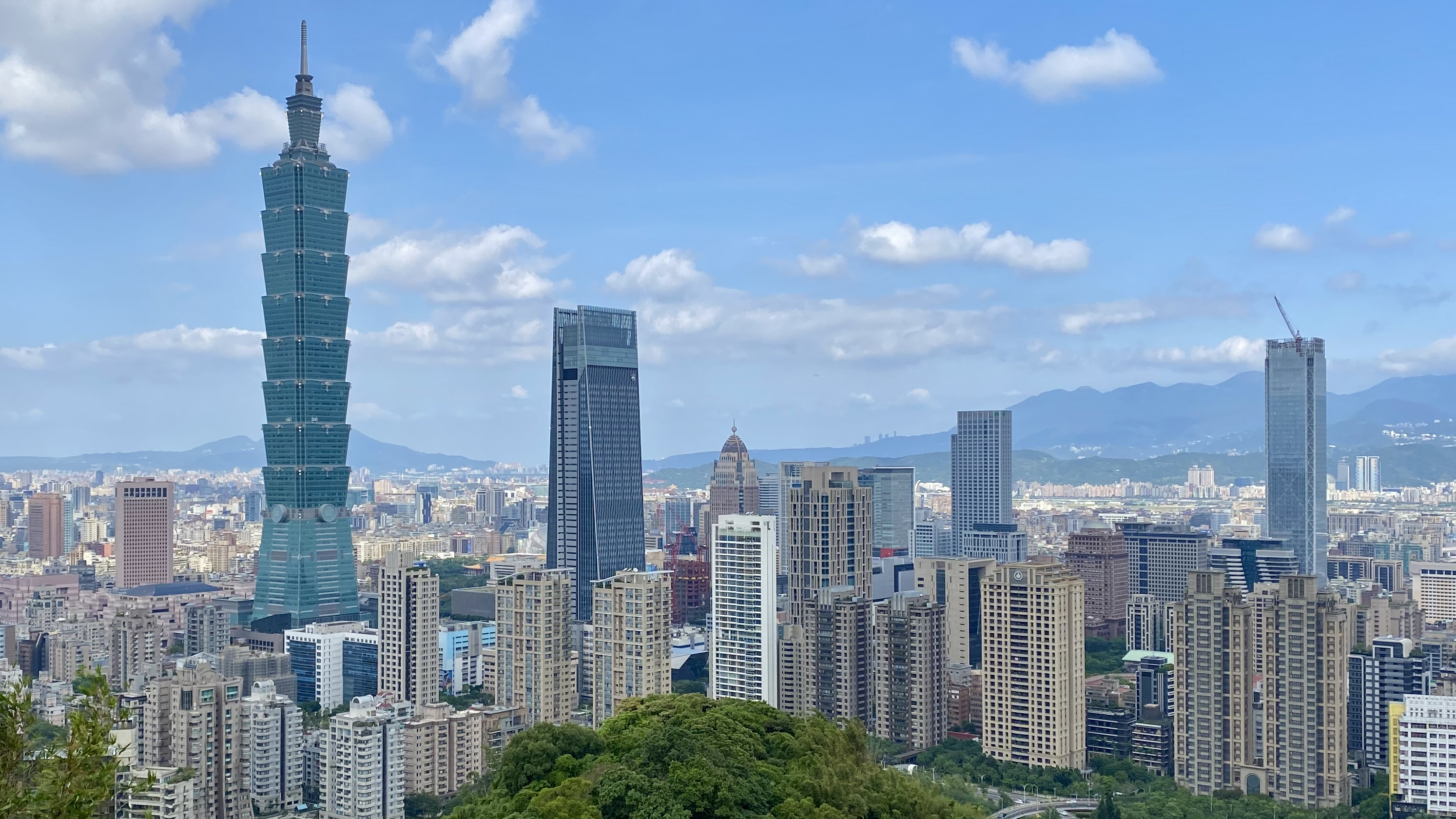
Lo skyline Taipei di CBD - Xinyi District, con Taipei 101 sullo sfondo.
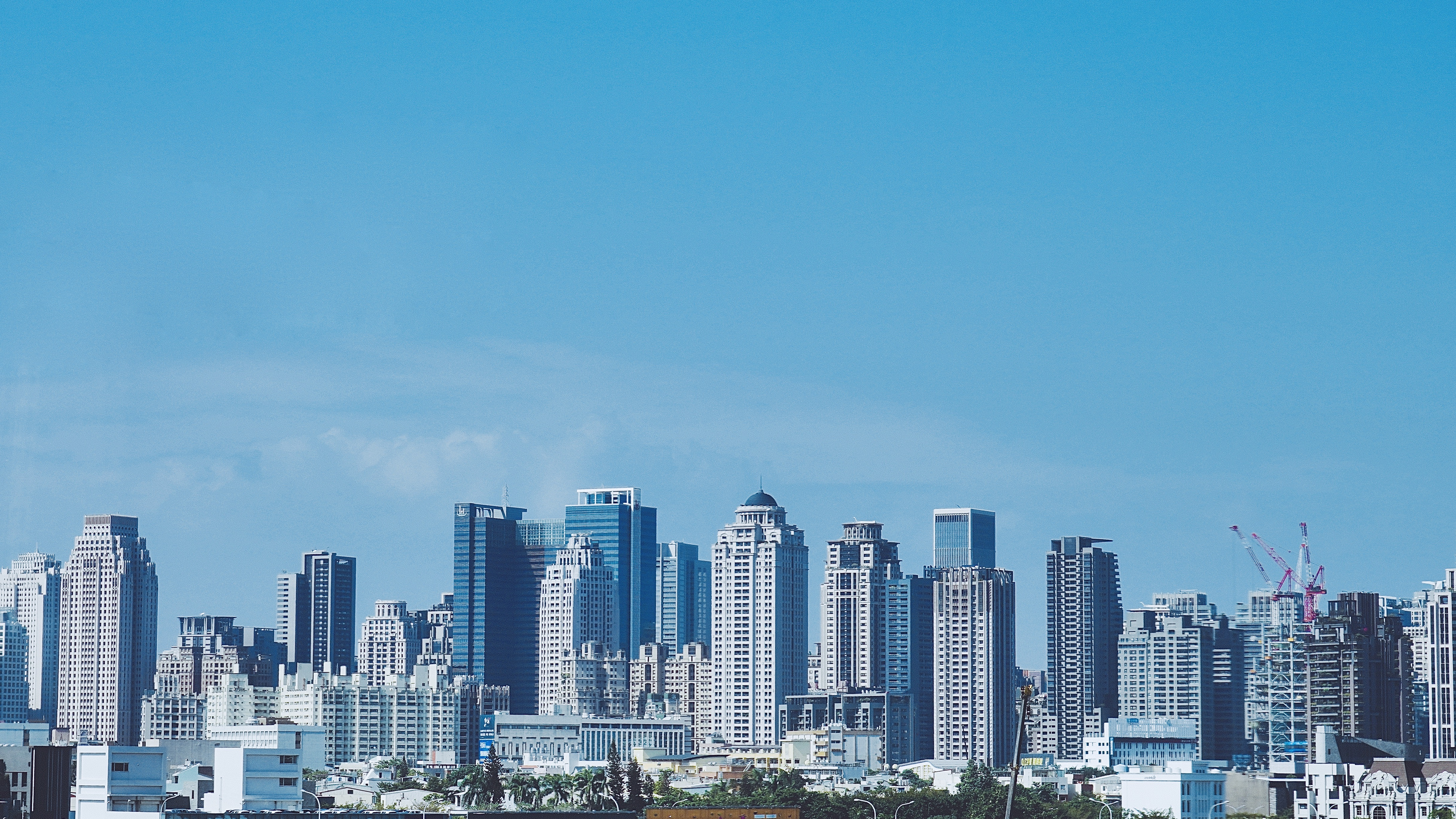
Taichung paesaggio urbano a Taiwan.
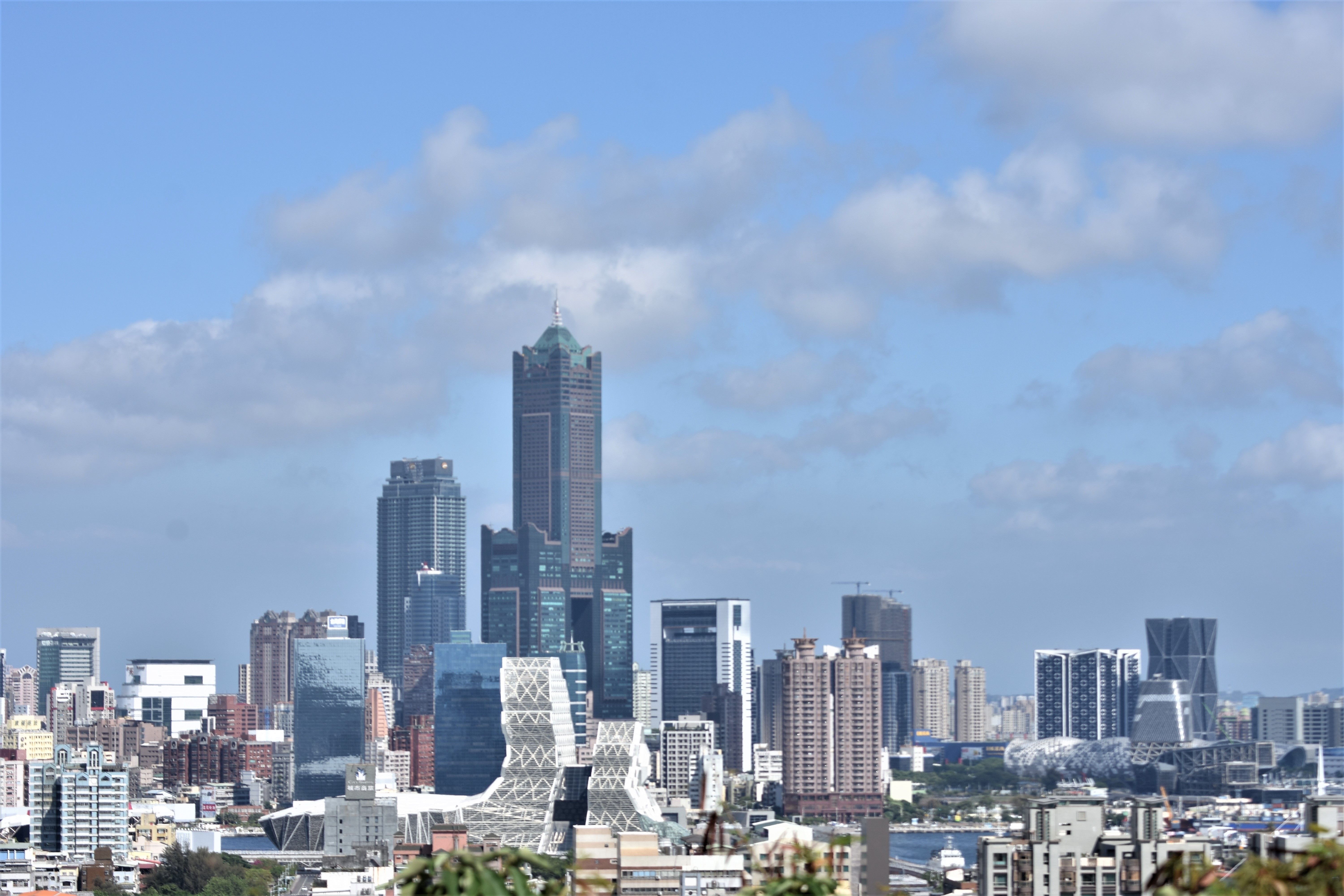
Kaohsiung paesaggio urbano a Taiwan.

A Taiwan, i termini "centro città" (cinese: 市中心) sono spesso usati, ma un distretto commerciale diverso al di fuori del nucleo storico di solito chiamato "CBD" (中央商務區) o "Distretto finanziario" (金融貿易區) o Anche l'area "Tuorlo" (蛋黃區) viene usata frequentemente. Ci sono molti distretti commerciali centrali situati sull'isola di Taiwan. A Taipei, la capitale di Taiwan (Repubblica di Cina), l'area attorno alla sua stazione ferroviaria principale o distretto di Zhongzheng è considerata il centro storico della città, mentre il distretto di Xinyi o il distretto orientale di Taipei situato ad est di detta stazione ferroviaria è l'attuale CBD di Taipei, essendo sia il moderno distretto finanziario, politico ed economico e la principale area commerciale, compresa la posizione di Taipei 101, l'edificio più alto di Taiwan, con i suoi 509,2 metri (1671 piedi).
Nella città di Kaohsiung, nel sud di Taiwan, i principali CBD sono Distretto di Cianjin e Distretto di Lingya; e nell'area metropolitana centrale taiwanese di Taichung, il CBD è il distretto di Xitun, in particolare la settima zona di riqualificazione di Taichung, nella quale sono concentrati la maggior parte degli edifici a molti piani con uffici.

## Ungheria

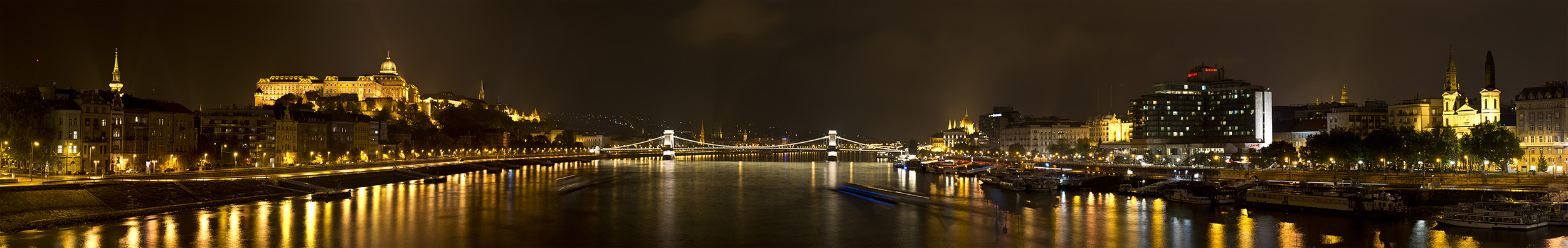
Il quartiere centrale di Budapest

Il principale quartiere degli affari e centro finanziario ungherese è situato nel quartiere Belváros di Budapest.
Nella maggior parte delle città ungheresi, il centro della città è sede del quartiere finanziario, attività di business, intrattenimento e centri commerciali.